# 清原和博
清原 和博（きよはら かずひろ、1967年8月18日 - ）は、大阪府岸和田市出身の元プロ野球選手（内野手、右投右打）、野球評論家、タレント、YouTuber。愛称は「お祭り男」「（球界の）番長」。 元妻はタレントの亜希。亜希との間の長男は清原正吾、次男は清原勝児。
PL学園高校時代は桑田真澄とともに投打の要として活躍、「KKコンビ」と呼ばれ、高校通算64本塁打を記録。1年生だった1983年の夏の甲子園、3年生だった1985年の夏の甲子園でそれぞれ優勝を経験した。高校野球の甲子園大会で記録した通算13本塁打は歴代最多記録である（春に4本、夏に9本）。
1985年のプロ野球ドラフト会議で西武ライオンズから1位指名を受けて入団、NPBでは1986年から2008年までの23年間にわたって西武、読売ジャイアンツ（巨人）、オリックス・バファローズの3球団でプレーし、通算2122安打、NPB歴代5位の525本塁打、同6位の1530打点を記録した。西武1年目の1986年には、いずれもNPBの高卒新人記録である打率.304、31本塁打、78打点、236塁打を記録している。196被死球、サヨナラ安打（20本）、サヨナラ本塁打（12本）、オールスター通算打点（36打点）、オールスターMVP（7回）、プロ入りからの連続2桁本塁打（21年）、連続20本塁打以上（13年）はNPB記録である。また西武時代は四番出場試合数の球団記録 (1121) を、巨人時代にも移籍選手としては通算最多となる185本塁打を記録している。
2000安打達成者の中で安打に占める本塁打の割合は、歴代で王貞治に次ぐ2位である。

## 高校時代まで

### 生い立ち
1967年8月18日、大阪府岸和田市で生まれた。姉と弟がいる。生家は電器店（東芝ストアー）を経営していた。
父は阪神ファンで、父以外の家族はみな巨人ファンであり、その影響で自身も巨人ファンとして育った。

### 小学校時代
1974年、岸和田市立八木南小学校に入学。
1976年5月に少年硬式野球チームの岸和田リトルリーグの部員募集ポスターを見て入団テストを受け、岸和田リトルリーグに入団。なお、小学3年生の時点で、すでに身長が155cmあり、入団テストの遠投では70mを記録したとのこと。
1977年、6年生ばかりのレギュラーに混じり唯一4年生でレギュラーを獲得。投手としても才能を発揮した。この頃、岡田圭右との対戦もあった。

### 中学校時代
1980年、岸和田市立久米田中学校に進学。中学硬式野球チームの岸和田リトルシニアに入団。そこでは中学2年生にしてキャプテンとなり、関西シニアで優勝を果たす。

### 高校時代

#### PL学園へ
1983年、高校は30校近いスカウトの中から、大阪府富田林市のPL学園高校（当時は全寮制）を選んだ。なお、清原の母親は奈良県出身であり、清原へ「奈良県の強豪の天理高校から甲子園大会に行ってほしい」と幼少のころから言い聞かせていた。

#### 過酷な寮生活
しかし、PL学園野球部は全員が野球部専用の寮に居住しており、その寮の部屋での集団生活は極めて過酷な環境であった。
同部の1年生は上級生への絶対服従および早朝から深夜までの雑用を強いられてしばしば殴られ、心身ともに徹底的に追い詰められた。娯楽は一切存在しなかった。詳細は当該記事を参照。
それを知らずに入学した清原も日常的に殴られており、一度は涙を流したことがあった。
その極限生活の中、唯一の癒しとなったのが、母が密かに差し入れてくれた森永製菓のキャラメルであった。1年生は菓子類の摂取を禁止されていたが、母は清原に「靴下」を差し入れ、靴下の先へキャラメルを少しずつ隠し入れた。
また、寮で上級生たちが食事をする際、1年生に不手際があると茶碗を顔へ投げつけられた。それを避けるとひどく殴られるため、わざと当たりにいかなければならなかった。清原は「この経験が、のちにプロ野球で死球を避けずに当たりに行く姿勢に繋がったのかもしれない」と語っている。
なお、清原に限らず、1年生もやられっぱなしというわけではなく、3年生に作る食事に何らかの異物を入れるなどで仕返しをしていたという。

#### 打撃練習
ただし、PL学園での練習のレベルや先輩たちの技術は、高校1年生の清原にとって「大したものではなかった」という。
打撃練習では簡単に場外へ飛ばしてしまい、上級生からの嫉妬を受けて殴られることあった。そのため「打ちたくないのに打ってしまう」状態だった。
当時の1年生はバッティング練習の際には飛距離の出ない竹バットを使用していたが、それでもネットを軽々越えて場外に飛ばしていたために、先輩からの殴打が頻発するようになった。
清原は先輩からの殴打を恐れて、打撃練習の際にはなるべく飛距離が出ないようにライト方向への流し打ちを意識するようになった。それが、のちに得意とする流し方向への本塁打を習得したきっかけとなった。甲子園での最初の本塁打もライト方向であった。
清原にとっては身の安全のため、「生きるため」に編み出したものであり、その技法を他人へ言葉にして指導することは難しいという。

#### 基礎練習
ほかに、部員全員で競ってグラウンドを5周走り、首位の1人だけが抜けて延々と繰り返すという過酷な練習もあった。清原は脱水を避けるために和式便所の水をすくって飲み、生き延びたという。4月に入学してから春の大阪府予選大会までの間に体重が10kg落ちた。
また、守備練習では、1年生がエラーをするたびに、上級生である2年生部員が3年生部員に臀部をバットで殴られる制裁を受けた。これも非常に精神的な負担が大きいものであった。さらに練習の後、その2年生は報復として1年生を殴ったという。

#### 野手への転向
清原は早くから1年生では田口権一と共にレギュラー組に選ばれていたが、6月頃に（入学当初から希望していた）投手の練習はもうしなくていいと言われた。その後、同期の桑田真澄の傑出した実力を知った。新入部員が最初に集まった際に、桑田を探しその姿を発見すると「なんだ、こんな小さい奴か」と思ったが、実際の投球を見て驚嘆し、PL学園で投手になることを断念したと、後にYOUTUBEの片岡篤史チャンネルでコメントしている。（2019年12月12日配信）

#### 甲子園での活躍
全国から精鋭の集まるPL学園野球部にあって1年生から4番打者を務め、エース桑田と共に甲子園大会に5季連続出場を果たす。1年生の夏に優勝、2年生の春・夏は共に準優勝、3年生の春はベスト4、3年生の夏は2度目の優勝を経験している。
なお、3年生（1985年）夏の甲子園準々決勝では5回裏に、高知市立高知商業高等学校の中山裕章から「甲子園史上最長」とされる本塁打（飛距離140 m）を打ったが、清原自身は後年にこの本塁打を「（野球人生で）最も記憶に残る一発」「（甲子園で）僕が打った中では一番大きいホームランだと思う」と振り返っている。また決勝戦も制することが出来た。
特に清原と桑田の2人は「KKコンビ」と呼ばれ、後には桑田清原世代と呼ばれるようになる、この世代を代表する人物となった。後にプロ入りした松山秀明、今久留主成幸、内匠政博も、共に活躍した。
個人としても甲子園通算13本塁打を放つなど（第66回大会で香川伸行の記録を更新）、高校通算64本塁打を記録。3年夏の決勝戦でこの試合2本目、当時の1大会での新記録となる5号を放った際、植草貞夫は「甲子園は清原のためにあるのか!」と実況した。
3年生春の対浜松商戦と同年夏の東海大学山形高等学校戦（共に大量得点差のついた最終回）では監督の中村順司に懇願し、投手として登板させてもらった。浜松商戦では八回1死満塁の場面で3番手として登場。試合終了まで打者5人を完璧に封じ、中にはナックルボールも駆使し連続三振を奪ったものもあった。東海大学山形高等学校戦では29-7で大勝した試合でも9回に4番手としてマウンドに上がり、打者4人に対し計17球を投げ、2者連続押し出し四球を与えたが1三振を奪った。なお、初球にカーブを投じたことに対し、同試合の球審を務めていた西大立目永から「真ん中、まっすぐ放りなさい!」と指導されるエピソードが残されている。
豪快な本塁打など、試合での活躍が多くの伝説を生んだが、練習に対する姿勢も真摯だった。3年春のセンバツ準決勝では渡辺智男に3三振と完璧に抑えられ、チームも1-3で敗れ高校3年間で唯一甲子園大会の決勝に進むことができなかった。清原は試合後ベンチで涙を流したが、その日学校に戻ってからの夜、監督の中村が誰もいないはずの室内練習場に明かりがついているのを見つけて中をのぞいてみると、上半身裸の清原が湯気のような汗を流しながら一人で黙々とバッティング練習をしていたというエピソードがある。

#### ドラフト会議
清原は子供の頃から熱烈な読売ジャイアンツ（巨人）ファンだった。
プロ野球チームへ入団する際には、自身および父親以外の家族全員がファンである巨人、もしくは、父親がファンである阪神入りを熱望した。両軍がプロ野球ドラフト会議で自身への交渉権を逃した場合には、プロ入りせずに翌年までは日本生命硬式野球部で社会人野球を行うことを表明していた。
しかし、運命の1985年のドラフト会議当日、巨人は清原ではなく、早稲田大学進学を表明していたチームメイトの桑田真澄をドラフト1位で強行指名した。
当の清原は、阪神および南海ホークス、日本ハムファイターズ、中日ドラゴンズ、近鉄バファローズ、西武ライオンズの6球団から1位指名を受けた。しかし、抽選の結果、阪神ではなく西武が交渉権を獲得した。ドラフト会議直後の記者会見では、失意で涙を溜めた姿が放送された。詳細は「KKドラフト事件」を参照。
後に自宅で泣く清原を見て、母親が「あんたが勝手に惚れて、勝手に振られたんやないの。男らしく諦めなさい。男なら見返してやりなさい。泣いてる暇なんてないはずやで!」と言い聞かせ、巨人を見返すために日本生命硬式野球部の内定を断り、プロ入りを決断した。

## 西武時代
高校卒業の年、清原はそのまま西武に入団、背番号は3とした。
ルーキーイヤーの1986年、オープン戦ではプロの洗礼を受け本塁打を1本も打てないまま開幕を迎えるが、打撃フォームの修正を重ね、開幕2戦目（4月5日）の南海ホークス戦の6回表から一塁の守備につき途中出場でプロ公式戦デビューすると、第1打席では四球、第2打席には藤本修二からプロ初安打・初打点をも兼ねる初本塁打を打つ。
試合は2対4で敗れたが、個人的な活躍から、なおも大喜びしていたため、「味方の負け試合でそんなに天真爛漫に喜ぶやつがあるか」と怒られたという。打たれた藤本は試合後のインタビューで、「本塁打よりもその前の打席で誘い球にも手を出さず、ベテランのようにきっちり四球を選んだことのほうが驚きだった」という内容の言葉を残している。清原自身はこのことを自著で「自分たちのチーム（南海）が優勢で浮かれていたろうし、なにより自分を新人だと思って手を抜いていただけ。だから単調で読みやすかった」と語っている。
その後は4月8日に8番で初スタメン出場を果たすと、以後はスタメンに定着。徐々に打順を上げ、5月27日には早くも5番を任されることとなった。
前半戦を打率.252、11本塁打で折り返し、オールスターゲームにはファン投票で1位選出された。高卒新人がオールスターに出場したのは1954年の梶本隆夫、1955年の榎本喜八、1970年の太田幸司に次ぐ史上4人目だったが、清原はその中で初めて安打、本塁打を放った選手となった（第1戦で安打、第2戦で本塁打）。第2戦ではMVPを獲得している。
後半戦（オールスター後の59試合）だけで20本塁打を記録し、9月には高卒新人初となる月間MVPを受賞した。同年のチームは調子が上がらず、前半戦は下位を低迷していたものの、清原が調子を上げるのに合わせてチームの成績も上がり、バファローズと激しい優勝争いを演じ、9月6日の近鉄戦では村田辰美から初の満塁本塁打を放った。9月27日の近鉄戦では小野和義から初回に28号を放ち豊田泰光の高卒新人本塁打記録を33年ぶりに更新すると、8回にも小野から29号を放ち、長嶋茂雄のルーキーシーズンの記録に並んだ。10月7日のロッテ戦で初の4番に抜擢され、その試合で1点ビハインドの6回、田子譲治から高卒新人史上最多の31本目の本塁打を放って1959年の桑田武に並ぶ新人本塁打記録の最多タイ記録を達成。桑田は達成時は23歳、清原は19歳であった。同点で迎えた7回には二死二塁の場面でプロ初の敬遠も経験した。10月9日、2安打1打点で勝利に貢献し、チームの優勝が決定。当時はシーズン130試合制だが、129試合目まで争いがもつれた。この時点で打率.301であったが、翌日のシーズン最終戦では森監督が「お前、今日出たら高卒1年目の打率3割、ホームラン30本が無くなるかもしれんぞ、休むか?」と清原に出場するかどうかの打診をし、清原は「出ます」と出場して3安打を放って打率を.304まで伸ばした。この年は126試合に出場、本塁打31の他、打率.304及び打点78も1955年・榎本の打率.298・67打点を更新する高卒新人の歴代最高記録を残し、新人選手の2桁本塁打は27年ぶり5人目の快挙であり、新人王に選出された。高卒1年目野手の受賞は、パ・リーグでは2021年現在までで清原が最後。また、高卒1年目での規定打席到達かつ3割到達は現在でも清原が唯一。日本シリーズには8試合全てに4番・一塁手でフル出場を果たし、初戦で自打球を左足に当てて親指を骨折するというアクシデントに見舞われたものの、打率.355（31打数11安打）でシリーズ首位打者および最多安打を記録して、チームの日本一に貢献。シリーズ優秀選手賞を獲得した。
この年は流行語大賞を獲った「新人類」の代表として、工藤公康、渡辺久信と表彰式に出席した。
1987年は打率.259と下がり、2年目のジンクスに陥る形となったが29本塁打を放つなど長打力は健在で打点は前年を上回った。また三振数も100を割り高卒2年目で全試合出場を達成した。日本シリーズでは、王貞治監督率いる巨人と対戦。西武3勝と王手をかけていた第6戦では、3対1とリードし、9回二死になった時、一塁の守備についていた時に涙を流し、試合が一時中断となった。清原は自著の中で「9回、ファーストから、三塁ベンチの巨人の選手、王さんの姿が見え、ドラフトのことを思い出し涙が止まらなくなった」と述べており、二塁手の辻発彦になだめられた。この試合に先発し9回のマウンドに立っていた工藤公康は、試合後のインタビューで「（あと1アウトで胴上げ投手だったので）どんなガッツポーズをしようか考えていたのに、アイツ（清原）が泣きやがってそれどころじゃなくなった」と答えつつも、「あの涙は本当に美しかった」と語っていた。同年7月には、警察庁が「覚せい剤等薬物防止強化月間」に合わせて制作した覚醒剤追放ポスターに清原を起用したが、そのポスターには「覚せい剤うたずにホームラン打とう」というキャッチコピーが掲載されていた。このポスターは、警察庁が発行していた冊子『けいさつのまど特集号』の表紙にも掲載されているが、後に清原が覚醒剤事件で逮捕された（後述）際にはこのポスターが話題となった。
1988年も前年同様全試合出場を果たし、31本塁打を記録し、打率も前年より上げ、最多勝利打点タイトルを獲得、リーグ最多の97得点を記録し、リーグ3連覇に貢献。7月5日のロッテ戦では小川博からプロ入り初となるサヨナラ本塁打を打っている。中日との日本シリーズでは第1戦の2回小野和幸から1ストライク3ボールの5球目の甘く入ったスライダーをとらえレフト場外（ナゴヤ球場の近くを走る東海道新幹線の防音壁に当たったと言われている）に消える、推定飛距離145mの特大の先制ソロ本塁打、第4戦では5回に上原晃から2点本塁打、第5戦では6回に小松辰雄からソロ本塁打と3本塁打を打ち、16打席6安打4打点を記録を記録し、4勝1敗で3年連続日本一、優秀選手賞を受賞した。
1989年6月4日には史上最年少となる21歳9か月での100号本塁打を達成。しかし、優勝争いの真っ只中の9月23日、対ロッテ戦で4回に平沼定晴から受けた死球に怒り、バットを放り投げ平沼に飛び蹴りを喰らわす乱闘を起こし、初の退場処分を受け、パ・リーグから即日「厳重戒告・制裁金30万円・2日間出場停止」の処分が下された。このため、前日まで続いていた清原の連続試合出場は490でストップした。この乱闘で清原は平沼に飛び蹴りを入れた後マイク・ディアズと愛甲猛に追いかけられたため、すぐ様にベンチに逃げようとしたが、ディアズにつかまりヘッドロックを喰らわされている。なお、この件は後に、2015年10月11日放送の『行列のできる法律相談所』で、改めて謝罪した。最終成績は35本塁打を放ち、打率.283を残した。三振数は60で、これは規定打席に到達した年では自己最少の数字だった。
1990年の日本ハム戦との開幕戦で西崎幸広から2HRを放つなど好調で、最終的に打率.307、37本塁打、94打点を記録した。37本塁打は自己最多である。自身2度目の打率3割を達成したが、これ以降は規定打席に到達しての3割は記録できなかったため、規定打席到達の3割は同年が最後だった。規定打席到達のキャリアハイの打率もこの年である。同年の105四球は野村克也を22年ぶりに破る当時のパ・リーグ記録。巨人との日本シリーズでは第2戦8回表に木田優夫から適時打、第4戦5回裏に水野雄仁から適時打を打ち、チームも4連勝し日本一となり、また3戦目までは第一打席では毎回四球を選び、次打者のデストラーデのMVP獲得をアシストした。オフの契約更改では当時としては史上最年少となる23歳で1億円プレイヤーとなり、「25歳までに1億円プレイヤーになる」という願望を成し遂げた。
1991年は4月6日のロッテとの開幕戦で小宮山悟、平沼定晴から2本塁打を放ち、史上初の2年連続開幕戦2HRを達成する。その後も、開幕7試合で6本塁打と最高のスタートを切るが、そこから35試合・151打席のあいだ本塁打が出ないという極端なスランプに陥り、成績を落とした。広島との日本シリーズでは第1戦1回裏に佐々岡真司から2点本塁打、第6戦1回裏川端順から先制適時打を打ち、4勝3敗で2年連続日本一。
1992年6月26日には同じく史上最年少となる24歳10か月で200号本塁打を達成。同年は最高出塁率のタイトルを獲得した。しかし、日本シリーズでは第2戦6回に荒木大輔から2点本塁打を打つも、野村監督率いるヤクルトに研究され絶不調に陥り、第4戦から第7戦まで17打席無安打となり、第7戦は途中で守備からベンチに下げられて胴上げの瞬間はベンチで迎えた。
1993年5月3日の対ロッテ戦（西武球場）で、伊良部秀輝との対戦時に当時の日本球界最速の158km/hのストレートを投げられた（最後は157km/hのストレートをセンター前に打ち返し、対戦は清原に軍配が上がった）。同年は三振数が120となり、5年ぶりに三振数が100を超えた。清原はこの時のことを度々回想している。
1994年も三振数が100を超えたが、一方で四球も100を超えるなど選球眼の良さが光った。四球が100を超えるのは4年ぶりだった。巨人との日本シリーズでは23打数8安打で打率.348、4本塁打、8打点、桑田から第1戦で先制ソロ、第5戦でバックスクリーンに2打席連続で本塁打を放った。
1995年は右肩を脱臼、安打100本未満に終わったが自身通算で最高のIsoD（出塁率 - 打率）を記録したシーズンとなった。9月19日での試合でオリックスがリーグ制覇を果たしプロとして初めて相手チームの優勝を見届けてしまい、球団自体も黄金期に終止符を打つこととなる。FA権を取得したが、肩の怪我もあり、西武残留を決断。契約更改では自ら減俸を申し出て、2000万円ダウンの2億3000万円プラス出来高でサインするも、複数年契約を拒否して単年契約にこだわった。
1996年は前年より打撃3部門全てを上回った。打率は.257と不調だったが8年ぶりに全試合に出場し、4年ぶりに30本塁打以上を記録した。
かつては王貞治を超えるのは清原しかいないとまで言われ、森祇晶の監督在任中の9年間でリーグ優勝8度、日本一6度を成し遂げ名選手を多数輩出した「西武黄金時代」の4番に君臨、3番・秋山幸二とのコンビは「AK砲」と呼ばれた。88年はタイ・バンバークレオが加わり「AKB砲」となり、1989年以降はオレステス・デストラーデに代わって「AKD砲」となる。特に「AKD砲」は当時の監督の森からも重宝されており、後の世代になっても「バントなどの小細工なしにチャンスならば絶対に打たせていた」と言われるほど信頼されていた。森は清原に対してサインらしいサインはなく基本ノーサインだったという。
土井正博は「今だから何でも言えるけれど、清原を二軍スタートさせようと言い張ったのは森さん自身。ところが堤義明オーナーのバックアップがあると知ったら、ガラリと態度を変えて、自分が我慢して使ったと言う。毀誉褒貶（きよほうへん）の激しい人だった」と述べている。松沼博久は「堤オーナーの意向で1年目から清原を使うことになった。森さんも起用法に苦労されたと思いますよ。」と述べている。清原は森が2005年に野球殿堂入りした時には一番に駆けつけて祝辞を述べ、森がハワイに移住後も付き合いが続いており後に逮捕される5年前ほど前にも連絡が来てハワイの森の家で相談したが、その後は音信不通になったという。
入団1年目から3年間同僚で西武最後の2年間監督だった東尾修は「世代交代を図らなければならない段階だったが、清原がベンチでブスッと座っていると、周りの若手は萎縮してしまう。清原は左肩に脱臼癖があるため、野手の一塁送球が少しでも右側にずれると嫌な顔をする。そのためセカンドの高木浩之はイップスになってしまった。とにかく、当時は清原の存在が悪循環ばかりを生んでいた」と述べている。
清原自身も「東尾さんには現役時代から可愛がってもらいました。だから、優勝するための力になりたかったんです。でも台頭してきた若手とは年も離れていて、みんなが僕に気を使って、孤立しているような雰囲気でした。それで、このままいると迷惑をかけるのではないか、自分が出て行った方が東尾さんもやりやすいんじゃないかと……。僕はチームリーダーになって、みんなを引っ張れる人間じゃないので」と述べている。実際に東尾も「清原は年長者で若手が多かった西武では委縮してしまう存在だった」という理由から若返り政策の一環もあり残留させることは考えなかったと同じように述べている。
スポーツニッポン特別編集委員で西武も担当しゴールデングラブ賞に投票経験のある永瀬郷太郎が「清原も当時の西武の若手内野手を結構イップスにさせたらしい」と述べたところ、守備走塁コーチだった伊原春樹は「松井稼頭央、出始めの時の高木浩之とか」と答えていた。
日本シリーズでは一度もMVPは獲れなかったが、1986年と1988年は優秀選手に、敗戦した1993年と1994年は敢闘賞に選出されている。

### 巨人入団へ
清原本人も自分は恵まれすぎていると自認していたが、それだけにジレンマを感じていたこととFAの資格を得て、憧れていた巨人への移籍が可能になったことから、オフにFA宣言。巨人と阪神が獲得に名乗りを上げた。
清原はFA宣言した際に、阪神監督・吉田義男の「（ユニフォームの）縦縞を横縞に変えてでも…」、巨人監督・長嶋茂雄の「僕の胸に飛び込んできなさい」という2つの口説き文句が話題となった。
結果、清原は5年契約で念願の巨人に移籍した。背番号は長嶋が自らの永久欠番3を譲る考えも明らかにしたが、清原は「それは日本中を敵に回す」「（長嶋監督の）3番なんて重すぎて…」と思って丁寧に断り、「5」に決定した（「5」は清原の移籍時にそれまで「5」を付けていた岡崎郁が引退したため、空き番号になっていた）。
清原は巨人入団会見の際にデレデレと笑みを浮かべていたと伝わり、清原の涙の西武入団以降、西武ファン・清原ファンを公言して熱心に応援してきた吉永小百合はその姿に幻滅して「あの涙は何だったの」「ファンを辞める」と言い出したという。

#### 巨人と阪神の契約条件
ただし、阪神との契約では提示された契約金は阪神の方が3倍近く高く、契約年数も巨人の倍であり、引退後の身の振り方を踏まえ、それを弁護士を通したうえでの契約という完全な好待遇であった。当時阪神で背番号3をつけていた八木裕も、清原が加入する暁には同番号を譲る意思を表明していた。
実際に阪神から提示された条件は「10年契約・合計36億円・監督および球団社長への終身雇用」であり、一方で巨人から提示された条件は当初「2年契約・合計5億円程度」という大きな格差があったという。清原が後に2021年に語った。
また、もし阪神へ移籍する場合、その本拠地となる甲子園球場はライト方向からの浜風が強いことによって清原の得意なセンターからライト方向への打球が押し戻されて不利になることを危惧した。さらに、清原が移籍する際には年俸を前年度の1.5倍となる3億6000万に設定されたが、当時の阪神で最も高年俸である和田豊が1億円程度であったことから、阪神ファンの反感を買うのではないかとも懸念したという。
なお、清原の加入により、巨人の一塁を守っていた当時43歳の落合博満が出場機会を求め日本ハムに移籍した。巨人退団会見にて落合は「清原君と勝負して負けるとは思わないが、（落合と清原の）どちらを使うかで悩む長嶋監督の顔は見たくない」と報道陣に応じた。

## 巨人時代
1997年は開幕から4番を務め、開幕3試合目に移籍第1号となる本塁打を放ったものの、シーズンを通して阪神の4番・桧山進次郎と三振数を争い、当時のリーグ新記録となる152三振を記録（桧山は150三振）し、一時は応援ボイコット（応援歌・コールなし）も受けた。最終的には打率.249、32本塁打、95打点という成績を記録し、本塁打と打点は前年よりも上回り、巨人の右打者で30本塁打越えは1988年の原辰徳以来であり、90打点以上も1987年の原以来となった。これが清原にとって30本塁打を超えた最後の年であった。しかし、勝負どころで相手チームが松井秀喜を敬遠して清原勝負を選択し、清原が凡退した結果敗戦した試合も度々あり、清原のエンジンがかかり始めたのも優勝争いから脱落してからだった。本人が引退後に語ったところによると「負けたら清原のせい、勝ったら長嶋監督か松井のおかげ」「コンビニに行っても新聞が全部清原大ブレーキ（と書いていたから）、もう心が押しつぶされてしまいました」と不満だったとしている。
巨人はこの年、優勝戦線から早々に脱落し、清原自身もプロ入り後初めてBクラスでシーズンを終えた。
1998年は前年の反省から長年の神主打法からの大幅な打撃フォーム改造を敢行。セ・リーグの厳しいインコース攻めに対応するため、より最短距離で球を捉えようと、これまで垂直気味に立てていたバットを寝かせ、グリップも一握り余すなどプライドを捨ててまで清原は再起に懸けていた。そうして3番清原、4番松井で始まったシーズン当初、膝の故障もあって不振に苦しむ松井とは対照的に、清原は打撃改造の甲斐あって絶好調。4月は広島の前田智徳を抑え月間首位打者で終えるなど順調なスタートを切り、4番の座を松井から奪い取った。しかし、左太腿肉離れなどの故障もあって次第に調子を落としていった。最終的に同年は100試合近く4番を打ち、打率.268、23本塁打、80打点と打撃成績の数値上では前年度より落としたが、三振数は前年の半分以下に抑えた成績を残し、原辰徳の12年連続を上回り、プロ入りから13年連続20本塁打の日本記録を達成した。しかし一方で、この年以降は常に下半身の故障に悩まされることになった。
1999年は開幕から怪我に悩まされ、阪神タイガースの藪恵壹からの死球を受け、左手を亀裂骨折。6月にも広島戦でクロスプレーの際に右足靭帯を負傷した。最終的に出場は86試合に終わり、打率.236、13本塁打、46打点とプロ入り後最低の数字となり、前年までの「連続20本塁打記録」は13年で途切れた(尚この年の8月24日の対横浜戦にて、公式戦としては1991年の10月10日対ダイエーホークス戦以来の三塁手として先発出場し、年間で11試合の三塁手先発出場は、1990年に並ぶ試合数であった)。しかも右足の負傷は膝側副靭帯断裂という重症であった。いよいよ土俵際となった清原はオフに鹿児島・最福寺にて護摩行を行った後、アメリカに飛び筋力トレーニング（「肉体改造」）に励む（詳細は後述）。この年には、1996年のオフに暴力団員と賭けゴルフをしていたことが報じられており、この時の騒動が後の薬物事件に繋がったという声も逮捕時に上がっている。
2000年もキャンプ中に肉離れを起こし、プロ入り初の開幕二軍スタートとなった。その際、巨人のオーナーだった渡邉恒雄には「（清原が一軍にいないことで）勝利要因が増えたな」とまで言われた。前年から清原離脱の際に一塁に入っていたドミンゴ・マルティネスがこの年も活躍していて清原も崖っぷちに立たされていたが、7月7日の復帰後初打席で代打三点本塁打を放ち復活をアピール。7月12日、当時毎年開催していた「札幌シリーズ」（札幌市円山球場）では先発メンバー入りし、場外本塁打でプロ入り通算400号本塁打を達成。夏場にはレギュラーの座に返り咲き、75試合の出場で打率.296、16本塁打を記録。チームも清原が移籍してからは初となるリーグ優勝を果たし、日本シリーズも制覇した。この年にモデルの木村亜希と結婚。また、この頃ようやく禁煙に踏み切った。
2001年は5年契約の最終年でこれまでの成績から契約更新は絶望的であるといわれていたが、開幕から大きな怪我をすることなく打ち続け、特にチャンスに滅法強く終盤まで打点王争いをするなど、打率.298、29本塁打、121打点という巨人入団以降では自己最高の好成績を残し（打点においては自身初の100点超え）、大幅な年俸アップと4年契約を勝ち取った。
2002年も開幕から好調だったが、故障のため戦線離脱。同年8月23日には長男が誕生。シーズン終盤には復帰し、最終的に出場は55試合に終わったが、打率.318、12本塁打と一定の成績は残した。この年の開幕第2戦（巨人-阪神：東京ドーム）で400号本塁打達成時に目標にしていた尊敬する長嶋の現役通算本塁打数「444」本に並ぶ。またそれは試合当日、解説を担当していた長嶋の目の前で放った。故障を押して出場した日本シリーズでは古巣の西武と対戦。第1戦に松坂大輔から2点本塁打、第3戦では1点ビハインドの2回に張誌家から同点本塁打を放つなど計2本塁打を放ち、日本一に貢献し、西武時代だった1988年以来、14年ぶりに優秀選手賞に選出。清原自身はこれ以降リーグ優勝も日本一も経験していないため、この年が自身にとって最後のリーグ優勝と日本一となった。また、張からの本塁打が日本シリーズ最後の本塁打となった。
2003年は前年オフに松井移籍数日後、燦々会の会合で原監督に早々と4番に指名され、故障に悩まされ続けながらも打率.290、26本塁打を記録。4月24日の対ヤクルト戦（東京ドーム）7回裏に成本年秀に腕に死球を当てられ、通算167死球で竹之内雅史の記録を抜いてプロ野球記録となった。5月18日の対阪神戦で下柳剛と安藤優也から本塁打を放ち門田博光を抜いて本塁打を打った投手が185人でトップに立つなど記録を作ったが、シーズン後半にはロベルト・ペタジーニが4番を打つことが多くなり、（ただし、ペタジーニも規定打席不足）清原は主に5番を打ち114試合、341打数と評価の分かれるシーズンとなる。この年以降は度重なる怪我の影響で出場数が激減したため同年が最後の100試合出場となった。なお、7月5日PLの2年後輩で中日の立浪和義が先輩の清原に先んじて通算2000本安打を東京ドームの巨人戦で達成。その際、一塁守備に就いていた清原が花束を贈呈し祝福した。
2004年は4月4日の阪神戦で吉野誠から三振を喫し、秋山幸二を抜き通算三振記録1位となった（2022年7月6日に中村剛也が更新）。6月4日のヤクルト戦（神宮）でジェイソン・ベバリンから史上31人目、巨人の選手では落合以来6人目の通算2000本安打を達成するが、6月に死球を受けて骨折し、長期離脱した影響もあって40試合の出場に終わり、打率.228、12本塁打、27打点と低迷。シーズン終了後に堀内恒夫監督の戦力構想から外れたことが判明し、退団の危機に陥ったが、滝鼻卓雄新オーナーに「編成権は監督にあるのか、フロントにあるのか」と直談判し、巨人には契約があと1年残っていたこともあり、何とか残留を果たした。なお、清原自身はこの直談判について（当時は球団には関わってなかった）長嶋一茂を通して構想外を通告してきたことに困惑し、球団から直接話して欲しかったことを最大の理由に挙げている。残留決定の際、「泥水をもすする覚悟で精一杯プレーしたい」とコメントした。この年の秋には後述するオリックスやセ・リーグのあるチーム（交換相手は投手）から巨人にトレードが打診され、オーナー辞任直後の渡邉恒雄が特に清原放出に積極的だったが、これらは成立しなかった。
2005年は400m日本記録保持者で東海大学陸上競技部コーチの高野進から走法の指導を受け、下半身の強化に努めた。また、ダイヤのピアスを両耳に付けて試合に臨んだ。これは一般にメジャーリーガーであり、尊敬してやまないバリー・ボンズにあやかったと受け取られていたが、実際には後に自らの著書『男道』や『告白』で「巨人軍に契約交渉の席で煮え湯を飲まされ、その悔しさを忘れないために刺青の代わりにつけた」と述べている。このピアスに関しては巨人OBをはじめ他球団のOBからも評判は悪く、野村克也など苦言を呈す野球関係者も多かった。なお、元来巨人は「紳士たれ」という姿勢でいるため、茶髪、ひげ、ピアスなどは基本的に禁止であったが、当時の監督であった堀内もキャンプでは無精ひげを生やし「お山の大将同士の冷戦」と揶揄された。それでもこの年は開幕4番を任され、4月14日の阪神戦で福原忍から本塁打を放ち、本塁打を打った投手の人数が200人に到達（史上初）した。その一方で通算500本塁打に王手をかけた状態で臨んだ4月21日の対阪神6回戦（東京ドーム）では、10対2とリードを許していた7回裏・二死満塁の場面で藤川球児と対戦したが、藤川がフルカウントまで追い込んだ後、フォークを投げてきて三振したため、相手バッテリーに対し品のない発言をした。これに対し、阪神側（岡田彰布監督ら）は「藤川はその前に直球勝負していた。空振りした清原が悪い」と反論した。なお、この発言に関しては「藤川に対する罵倒」という旨で報道されていたが、当時藤川とバッテリーを組んでいた捕手の矢野輝弘は魚住ゆかり（『朝日新聞』記者）のインタビューに対し、サインを出した自身に対する非難の言葉であり、藤川に対しては「悪いな」と思っていると述べている。また、清原本人は2020年11月10日に開かれた藤川の引退試合後のセレモニーで流されたビデオメッセージで、自らの非を認めて謝罪している。4月29日の対広島東洋カープ戦（広島市民球場）では広池浩司から本塁打を打ち、史上8人目の通算500本塁打を達成し、その後しばらくは本塁打、打点の暫定2冠王で、打率も一時は.309まで上昇。オールスターゲームにも出場し、西口文也から本塁打を放った。
しかし、チームは相反する様に開幕から勝てない日々が続き、清原自身も5月11日の対オリックス戦で延長11回裏に山口和男から頭部死球を受け、下半身の故障なども重なって成績は徐々に低迷した。この時、清原は山口に対して直接忠告したが、翌年にチームメイトになった時には山口が直接謝罪を行った際に「あれは事故だ」とコメントした上で受け入れた。
そこへ、堀内との確執が表面化した問題が起こった。怪我から復帰した8月4日の対広島戦で4回表に本塁打を放ち、ダイヤモンドを一周した後、ベンチで堀内やコーチ、選手とのハイタッチを拒否。これは、この試合で自身が7番で起用されたことに激怒したとされている。当時の清原は先述した大怪我の影響でもはや打線の中軸として出場できる状況ではなく、球団なりに配慮した起用だったが、かえって清原の打者としてのプライドを刺激し、認めることができなかったと見られている。なお、8月13日に登録を抹消されたこともあり、この本塁打が巨人時代最後の本塁打となった。
この年は張本勲に並ぶ入団以来20年連続2桁本塁打、2年ぶりに20本塁打以上を記録し、前年よりも出場機会を増やし96試合に出場したが、打率は自己最低となる.212に終わった。

### 戦力外通告
結局は左膝半月板損傷の怪我と、前述のハイタッチ拒否事件で自ら孤立したため、シーズン終了を待たず、10月1日に同シーズン限りでの退団が決まったことが球団から発表され、12月2日に正式に自由契約選手として公示された。
清原の巨人時代はマスコミや野球ファンからは否定的な意味で語られることが多く、在籍中には様々なバッシングに晒され続けたものの「巨人に入団して後悔しているか」との質問に対しては「NO」と即答しており「様々な感情が入り混じっているけれども、それらをひっくるめて人生の中で充実した9年間だった」「巨人に対して感謝している」と後に語っている。
その一方で同年監督を辞任した堀内は週刊ポストで「清原は野球に向かない。団体競技である野球に進んだのが間違い」と批判していた。また、清原も後にイベントなどで何度も堀内を批判している。なお、両者の確執は堀内がコーチ時代からあったという。
巨人時代は規定打席に到達したのは1997年、1998年、2001年の3回だけで、巨人では規定打席に到達しての打率3割は記録できなかった。また、100試合出場は前述の規定打席到達年の他、2003年の計4回しかなかった。また、巨人移籍後の優勝経験も2000年と2002年の2回しかなかったが、いずれも日本一となっている。

## オリックス時代

### オリックス入団へ
巨人から戦力外通告を受けたシーズン終了後のある日、オリックスの監督を辞任して同球団のシニアアドバイザー (SA) に就任したばかりの仰木彬から電話があった。
清原は後に自著『男道』で「お前、オリックス・バファローズに来てくれんか？キヨ、お前の悔しさはわかってる。巨人に対する気持ちも、ようわかる。だけど、お前はそんな風にして自分の野球人生に幕を引いたら駄目だ。お前は大阪で育った人間や。大阪に育てられた人間は、最後は大阪に恩返しをしないといけない。そやから、大阪に帰ってこい。お前の最後の花道は俺が作ってやる。ジャイアンツに負けて、尻尾を丸めて逃げ出すんやない。お前なら、今の大阪を元気にできる。お前が自分の野球人生を全うするために、最後の力を振り絞って戦っている姿を見せたら、大阪だけやない、関西の人間はみんな元気になる。生まれ故郷の関西に恩返しするために、大阪へ帰ってこい。ウチがどうしても嫌やと言うんならば、阪神でもええんやぞ」と、仰木に口説き文句を言われたことを明かしている。
その後も仰木に何度も説得され、清原も熟考した結果、オリックス入団を検討するようになった。仰木が近鉄の監督1年目だった1988年、10.19の死闘の末西武との優勝争いに敗れ、その後清原擁する西武が中日との日本シリーズを制し、清原は日本シリーズ優勝後のインタビューで「これで近鉄の選手の皆さんに顔向けができます」と語った。これを観た仰木は「なんて男気のある奴なんや」と心を打たれ、以来、ことあるごとに清原に声を掛けていた。
直後に仰木は肺癌による呼吸不全で死去したが、上記にある仰木の口説き文句に心を打たれた清原は、仰木を「野球界で最も尊敬する人物」と語るようになった。生前の仰木による清原獲得の意向を、仰木の後任の監督となった中村勝広と当時の球団社長であった小泉隆司が理解したことで、球団としても清原獲得を決断した。中村と小泉は、清原の入団交渉の席上に同席し、最大限の誠意を見せ、清原はこの誠意にも心を打たれて、オリックスに入団した。しかし、入団の決断は仰木の死去直後に下されたため「他球団からのオファーが無かったことを確認してからオリックス入りを決めたのではないか」との批判もなされたが、これについては本人は「既に入団は決意していたが、膝の具合を見て自分が戦力になるかどうか判断したかった」と否定している。仰木は近鉄との球団合併前年のブルーウェーブ時代、2004年オフにも熱心に清原を勧誘し、巨人の球団代表らと直接会ってトレードの交渉をしていた。なお、東北楽天ゴールデンイーグルスも清原の巨人退団直後に楽天オーナーの三木谷浩史や当時監督の田尾安志による意向でオファーを検討していたことが後年（2022年）に判明している。
背番号は巨人時代に引き続き「5」（当初は西武時代の3と巨人時代の5を足した8も用意されたが、8は同年日本球界に復帰した中村紀洋が着けた）。入団会見では「ヒットにせよデッドボールにせよ、塁に出てチームの勝利に貢献したい」と新たな決意を語った。当時体重は120kgに達していたが、2か月足らずで約20kgの減量をした。
2006年は開幕前に球団が吉本興業と業務提携を結んでいたことから、中村らと共に吉本新喜劇にも出演した。シーズンでは開幕後しばらくは清原の持ち味であるセンターからライト方向へのヒットや四球が目立った。4月20日の日本ハム戦で、初回にダルビッシュ有から左手小指付け根部分に死球を受け、全治3週間のケガ。「次からは命をかけてマウンドに走り、相手を倒したい」と激高したが、現役引退後には「一番痛かったデッドボール」と回想している。5月21日の対阪神戦に代打で出場し、満塁で中前適時打を放って史上8人目の通算1500打点を達成。5月26日の対横浜戦で通算517号となる3号ソロ本塁打を三浦大輔から右翼席に放ち、史上12人目の4000塁打を達成。翌5月27日の対横浜戦では、9回裏に4号逆転サヨナラ満塁本塁打をマーク・クルーンから放ってチームを勝利に導いた。なお、このサヨナラ本塁打で野村克也の持つ通算サヨナラ本塁打記録11本に並んだ。7月23日のオールスターゲーム第2戦では8回二死走者なしの場面で代打として出場し、藤川球児と対戦、あと1本と迫っていたオールスターゲーム最多本塁打記録を狙ったが、空振り三振に倒れている。8月29日の対西武戦で長田秀一郎から10号サヨナラ本塁打を放つ。この本塁打で21年連続2桁本塁打を達成し、通算サヨナラ本塁打（12本）及び通算サヨナラ安打（20本）でプロ野球歴代単独トップに立った。9月2日のロッテ戦で初回に清水直行から11号3点本塁打を放つが、2007年は一軍出場できず、2008年は現役最終年で2年ぶりに一軍出場したが本塁打を打てなかったため、これが現役最後の本塁打となった。
この年は前述のサヨナラ本塁打など記憶に残る活躍もあり、本塁打数は11本と中村紀洋に次ぐチーム2位の本塁打数だが、中村も清原も故障離脱を繰り返し、チームに大きく貢献しているとはいえず、中村と合わせて23本の本塁打しか打てず67試合の出場で打率も.222と低迷し、チームの順位も5位と下がった。
このシーズンで死球を受けた後日、死球についてインタビューされた際に「もしそういうことがあれば命をかけてマウンドに走っていき、そいつを倒したいと思う」と報復を宣言したともとれる発言をしたため問題になった。
2007年はキャンプ中に左膝を痛めて離脱し、2月28日に左膝の軟骨除去手術を行う。交流戦での復帰が報道されたこともあったが回復具合は思わしくなく、7月6日に神戸市内の病院で左膝に移植手術をし、この年はプロ入り以来初めての一軍試合出場なしに終わった。その後記者会見で、「桑田の、メジャーでの頑張りを見てたらね、桑田がこんなに頑張ってるんだからって思うし、僕も現役を続行したい」と宣言。「普通の選手ならこんな大手術を認めてもらえないのに、球団にはそれを認めてくれたことに感謝している」と語っている。12月10日に契約更改を行い、野球協約による減額制限（40%）を上回る45%・9000万ダウンの1億1000万円の単年契約でサインした。
2008年も前年の手術の影響で二軍調整が続いたため、同年から始まった「ビッグボーイズ打線」のレギュラーを務めることはできなかったが、7月31日に532日ぶりに一軍に合流した。しかし、8月2日に記者会見を開き、「こんな状態なので、来年はグラウンドに立てないと思う」と話し、同年限りでの現役引退を事実上表明した。この1日に、清原関連の球団グッズは5000万円を売り上げた。これはオリックス全選手1年分の売り上げに相当するという。8月3日の福岡ソフトバンクホークス戦で7回に代打で695日ぶりに出場したが、大隣憲司の前に空振り三振。翌日の同戦でも再び代打で出場し三瀬幸司のストレートをセンター前に打ち復帰後初のヒットを打った。8月18日の西武ドームでの対西武戦終了後、「現役選手として最後の誕生日を、ここ（西武ドーム）で迎えられて嬉しかった」と語り、同年限りでの現役引退を決めていることを明らかにした。9月29日プロ入りから11年間を過ごした西武ドームでの西武とのカード最終戦終了後、グラウンドに出てライトスタンドの西武ファンの清原コールに応えた後、オリックスと西武の両軍選手が清原を胴上げするというセレモニーが行われ、渡辺久信からも花束を贈呈された。また中島裕之とユニフォームを交換した。
10月1日、京セラドーム大阪でのオリックスのシーズン最終戦、対ソフトバンク戦が清原の引退試合となった。通常、前売り入場券は試合の1か月前、ただし、その日が月曜日の場合はその翌日に発売開始されるのが通例だが、オリックスは特例として月曜日の9月1日に発売開始の措置を取った。入場前売り券は発売開始から1時間足らずで完売した。イチローや下柳剛、同年に引退した桑田真澄、PL学園野球部時代の監督だった中村順司らが見守る中、4番・指名打者で先発出場（野球関係者以外では、藤原紀香、秋山成勲などが駆けつけていた。）。試合前には王貞治から花束贈呈もあり、王は清原に対し「生まれ変わったら、同じチームでホームラン競争しよう」と伝えた。外野スタンドから西武・巨人・オリックスの在籍時代の応援歌が順に演奏される中、第1打席は2回先頭打者、2ストライクから3球目をライトフライ。第2打席は4回裏一死一塁で4球目を空振り三振。第3打席はオリックスが3-1とリードした6回裏一死一塁で5球目を右中間適時二塁打（打点1）。これが現役最後の安打・打点となった。8回裏一死での最終打席は6球目を空振り三振に終わる。対戦投手の杉内俊哉は4打席18球全て直球を投げた。清原は杉内にヘルメットを脱いで一礼し、空振りしたボールは記念球として、この試合で球審を務めた東利夫から清原に手渡され、清原はこのボールに『杉内へ 最高の球をありがとう 清原和博』とサインし杉内に贈った。試合は4-1でオリックスが勝利した。ウイニングボールは完投勝利を記録した近藤一樹から清原に手渡されたが、近藤がこの試合でプロ入り初の2桁勝利と規定投球回を達成したことを知っていた清原は、このボールにもサインを入れて近藤に贈り返している。試合終了後の引退セレモニーでは、北川博敏と金本知憲から花束が贈呈され、長渕剛が清原が巨人時代から入場テーマ曲として使用していた「とんぼ」をアコースティック・ギターの生演奏で熱唱した。引退挨拶では自分が所属した西武・巨人・オリックス及び各球団ファン、そしてオリックス入団への道を開いた仰木に感謝の気持ちを述べ、最後に「今日、引退させて戴きます。全国のプロ野球ファンの皆様、23年間、応援どうもありがとうございました」と涙ながらに締めくくった。その後場内を1周し、ホームベース上でオリックスの選手たちによって胴上げが行われた。翌10月2日、オリックス球団は本人の希望で清原を任意引退選手として申請し、同日パシフィック野球連盟から公示された。オリックスはこの年2位に入りクライマックスシリーズ出場権を獲得したが、清原は出場の辞退を自ら申し入れた。そのクライマックスシリーズ・第1ステージ（対北海道日本ハムファイターズ）では選手の要望で清原のユニフォームがベンチ内に掲げられ、清原本人もゲストルームから声援を送った。

## 引退以後

### 評論家・タレントへ転身
引退後以降は野球評論家として活動を開始することとなり、2009年1月29日に日刊スポーツ大阪本社と専属評論家としての契約を交わした。評論家契約後のコメントにて、「将来的にはNPBの属する球団の二軍監督となって、自身が育てた選手と一軍で戦いたい」とも語っており、「ワールド・ベースボール・クラシックも取材する」意向を示していた。
前述のこともあり、プロ野球解説者として引退直後以後特定の放送局との専属契約を結ばず、「2009 ワールド・ベースボール・クラシック」にてサンディエゴラウンドの中継権を保持していた、TBSテレビ中継分のスペシャルナビゲーターに就任。
その後は、『すぽると!』（フジテレビ）や『サンデーモーニング』（TBSテレビ）へのコメンテーター出演や、『F1グランプリ』（フジテレビ）のゲストとして、モナコグランプリへスペシャル・キャスターとしての現地出演を含めたタレント活動を行って行った。
2011年2月15日、2011年シーズンにおいて『文化放送ライオンズナイター』（文化放送）の番組30周年記念イメージキャラクターに就任。それに伴い、特別解説者として、月1度程度出演していた。

### 問題行動
しかし、評論家・タレント転身後以後、ジャイアンツ時代末期と同様に仕事のドタキャンが目に付くようになった。
前述の2009 WBC出演時には、アメリカ合衆国に入国したのにも関わらず、準決勝・決勝の中継解説は行ったが、サンディエゴラウンドの解説をドタキャンした。『ライオンズナイター』の特別解説も同様な対応を取ったことで、このシーズンを最後に放送局から野球解説者として出入り禁止状態となった。
また、前述のコメンテーター・タレント活動開始直後から、妻帯者でありながら、銀座の高級クラブのママと不倫関係を週刊誌に報じられていた。そのクラブママをサンディエゴやモナコに帯同させるといった公私混同行為を問題視され、日刊スポーツ大阪本社との評論家契約も、契約更新されず契約解除された。
その他、講演会やCMキャラクターとしての撮影でも、撮影中に立腹して帰宅する等の素行不良が相次ぎ、写真週刊誌の的となった。
2013年には週刊実話で落合を大批判したことで話題になった。
自身が所属したチームにおいても、2014年2月21日、春季キャンプにて、沖縄セルラースタジアム那覇で行われたジャイアンツの一軍キャンプ訪問時、奇抜な上下白のスーツとエナメル靴を着用した。

### 違法薬物の所持・使用

#### 報道
2014年3月6日、「週刊文春」2014年3月13日号にて、「清原和博 緊急入院 薬物でボロボロ カリスマモデル妻は『刃物を持って追いかけ回された』」というトップ記事で、違法薬物使用による副作用の治療のため、大学病院での診察後に清原に直撃した記事が発刊された。また、文春記者に暴行を加えて恫喝したことも掲載され、録音機を破壊したことも報じられている。
しかし、清原は翌週発売の写真週刊誌「FRIDAY」にて、「診察は2型糖尿病のためである」との診断書やインスリン接種用ペン型注射器を提示して違法薬物使用を否定する主張を反駁し、文春に対して民事訴訟を提起する意向を示したが、結果的に民事訴訟を提訴しなかった。この文春発刊記事により右足の脹脛と左胸から背中に掛けて昇り龍の刺青を入れていたことが判明した。

#### 離婚
また、妻である木村との前述の素行不良の影響もあり、夫婦喧嘩で木村へのDV等の家庭内不和を起こしていた。その結果、木村と長男、次男は別居となり、同年9月22日付発信で同年8月に離婚成立したことを発表。長男、次男の親権は木村に渡った（離婚後については#交友関係も参照）。
前述の素行不良で実質的にタレント活動が立ち行かなくなったが、それでも2015年夏頃から清原は疑惑を払拭するため、大手芸能事務所の後ろ盾を得て、番組制作者側へ積極的にプッシュを行った結果、テレビのバラエティ番組に出演し続けた。しかし、『とんねるずのみなさんのおかげでした』（フジテレビ）のロケ企画である「男気ジャンケンシリーズ」のロケ中、真冬にもかかわらず覚醒剤使用の副反応である大量の発汗を起こし、ロケVTRをお蔵入りさせてしまう。また『ダウンタウンなう』（フジテレビ）2015年8月放送分の「本音でハシゴ酒」に出演の際、番組内トークでの求めに応じ、左胸の刺青の公開や、「風邪薬は使用している」という冗談を交えながら薬物使用を否定した。疑惑に答える機会を増やすため、2015年11月25日午後3時33分に、突如オフィシャルブログを始めた。また、逮捕の1か月前の2016年1月11日に福岡ドームで行われた名球会主催のイベント「名球会ベースボールフェスティバル2016」にパ・リーグチームとして出場し、打席に入り佐々木からヒットを放ち、普段と変わらない様子を見せていた。

#### 捜査
しかし、週刊文春の報道は的中する。文春の記事が引き金となり各種週刊誌も後追い報道を行ったのを機に、警視庁組織犯罪対策部第五課ならびに厚生労働省関東信越厚生局麻薬取締部は1年に渡り内偵捜査を続けた。清原の行動確認を継続的に行った結果、当初は2015年夏に逮捕の方針を立てる。だが、清原が捜査を警戒し、自宅分譲マンションや自家用車を売却したことで証拠隠滅を謀っていると見做し、方針を見送り自当たり捜査を続けていた。後に逮捕の前日に滞在していた都内ホテルの廃棄物であるティッシュに付着した汗から覚醒剤成分が検出された。

#### 家宅捜索・逮捕・起訴
2016年2月2日午後8時頃、警察は清原の港区東麻布に所在した自宅であるウィークリーマンションにて家宅捜索を行い、48分頃覚醒剤0.1gの所持を現認し、注射器3本、ストローとパイプ各1本、スマートフォン2台を含む携帯電話計4台を押収。その後、清原に任意同行を求め、同日午後11時に同行先である中野区の警視庁庁舎にて覚醒剤取締法（所持）容疑で通常逮捕。同年2月23日、同法違反（使用）容疑で再逮捕され、同日に東京地方検察庁は、同法違反（所持）事実で東京地方裁判所に起訴した。その後、3月15日には同法違反（使用）の罪（2月1日頃港区内のホテル客室で覚醒剤を使用したとされる）で、都合3回追起訴された。

#### 収監
清原は逮捕後、警視庁本部庁舎に収監。後に留置番号「114番」で管理されていた事実を公表、その後の発信のネタの1つになっている。同年3月16日、清原の弁護人は東京地裁に保釈請求を行い、翌17日に東京地裁は許可の裁定を行い、保釈金500万円を納付して、逮捕から44日ぶりに保釈。保釈後、警視庁本部から出発し、民放放送局の中継用のヘリコプターやオートバイに追われながら、千葉県松戸市に所在する千葉西総合病院に直行し、そのまま保護入院。弁護人を通じて、4月1日に東京地検は「9月1日頃、群馬県太田市内のホテルでから覚せい剤約1.2gを8万円で譲り受けた」として覚醒剤取締法違反の罪で清原を在宅のまま追起訴し、一連の捜査は終結した（同日には清原に覚醒剤を売った密売人も起訴された）。
逮捕後、清原の覚醒剤使用や売人等の後追い報道が発信されており、折しも逮捕のタイミングが2016年シーズンの春季キャンプ中のタイミングと重なり、疎遠となっていた現役プロ野球選手・OBである各球団の指導者、評論家、フロントスタッフ、学生時代の指導者、交友関係の有名人やプロ野球ファン等のコメントがメディアに踊り、清原の逮捕から3日後には元妻である木村も対外的にコメントを発表した。野村貴仁からは巨人時代から覚醒剤を使用していたと証言された他、一部報道からは西武時代に既に大麻吸引に及んでいたとする西武関係者の証言が聞かれた。また、公式ブログでは逮捕前日まで発信をし続けていたが、アメーバブログの運営元であるサイバーエージェントの規約に基づき、削除された。

### 刑事裁判・判決以後
2016年5月17日、東京地裁にて初公判が開かれ、清原は起訴内容を概ね認め、「遅くとも現役引退の2008年からの覚醒剤使用」を認め、ジャイアンツ時代の元同僚であった野村貴仁が週刊誌誌面でのロングインタビューで証言した、現役時代からの覚醒剤使用については否定。「引退後の目標もなく、私生活が荒み、指導者としてのオファーもなく、心の隙を埋める為」との理由を証言した。
また、情状酌量の証人として佐々木主浩が出廷し、「「野球人」として、一緒に野球を通して野球を通じた更生の道を探りたい」と証言を行い、検察側は「依存性や常習性は顕著」として、懲役2年6月の実刑を求刑して、審理は即日結審。同年5月31日に判決が下され、懲役2年6か月（執行猶予4年。弁護側が求めていた保護観察はつかない）の有罪判決が下された。
判決確定後は、人目を気にしてプロ入団以後から生活の拠点としていた東京から、出身地の大阪に身を潜めて潜伏生活を送っており、後に同年9月に沖縄県の宮古島へバカンスする姿が、写真週刊誌に掲載された。また、判決確定に伴い、覚醒剤常習者でありながら、自動車運転をしたとして、東京都公安委員会から180日間の運転免許停止の行政処分が執行された。清原は後の発信で、この行政処分明け以後も自家用車所持はおろか、自動車を運転していないことを語っている。
判決確定前後時期の同年11月30日、野球殿堂博物館は、2017年の野球殿堂入りの候補者を発表し、2014年からプレーヤー部門で清原が候補者入りしていたが、競技者表彰委員会の幹事会は、有罪判決が確定したことを受けてメンバー18人の全会一致で候補から除外することが決定された。
判決確定から半年経過後の『新・情報7daysニュースキャスター』同年12月24日放送分と『ニュースキャスター 超豪華!芸能ニュースランキング2016決定版』（TBSテレビ）同年12月24日放送分にて、逮捕後初となるインタビューが放送され、判決確定以後から薬物依存症の治療を開始したこと、清原の逮捕前に野村貴仁が自身の覚醒剤取締法違反の逮捕、有罪判決以後、週刊誌のロングインタビューにて証言していたアンフェタミン系興奮剤「グリーニー」の使用（2007年より禁止薬物）を認め、ジャイアンツ・バファローズ時代の覚醒剤使用については「あんなもの使って野球なんてできない」と否定した。また、過去において引退後の2011年6月、2013年、前述の週刊文春誌が最初に覚醒剤使用を報じた、2014年2月に急性薬物中毒で緊急搬送されたことを告白。2011年6月は清原の母親が搬送先の病院に駆け付け号泣して命乞いの懇願をし、2013年の際は清原の父親が、搬送先の病院に駆け付け清原を殴打したことを明かした。清原の母親は、清原が逮捕当時から体調を崩し、療養施設に入所していたこともあり、清原の逮捕事実すら認知出来ていない状態であった。
それから、半年が経過した2017年6月、文藝春秋のスポーツ雑誌「Sports Graphic Number」930号にて、薬物依存症からの更生過程を吐露するための特集記事でインタビューに応じ、後に同雑誌内でコラム連載を開始し、連載後単著として出版された。この本は11万部を売り上げた。執行猶予中ではあるが、メディアにて依存症治療過程を発信しており、その媒体へのプッシュについて、親友である佐々木が常に気にして口添えを行っている。それもあり、佐々木、清原双方が評論家契約経験が無いスポーツ紙のインタビューに応じたり、「Number」の企画で全国高校野球選手権 決勝戦である「大阪桐蔭×金足農業」を、当日はウィリアム・F・ハガティ（当時：駐日アメリカ合衆国大使）が来場のため、球場警備が厳戒態勢の中、甲子園球場で記者席から生観戦を行い、スタンドをざわつかせた。
その後、2019年から厚生労働省主催の薬物依存症の啓発イベントへ3年連続で出演している。また、同年11月30日には公開トライアウトイベント「WorldTryout 2019」に監督として出場した。このイベントはPL学園およびライオンズでの後輩でもある野々垣武志が代表理事を務める団体（一般財団法人グリーンシードベースボールファンデーション）が主催したもので、有罪判決後初の野球のユニフォームを着用した仕事であった。翌年にも同団体主催の少年野球教室を開催し、この時には団体の顧問の萩生田光一も出席し、挨拶を行った。
このイベント出場を契機に、「片岡篤史チャンネル」の動画撮影に参加して動画に出演。以後、「デーブ大久保チャンネル」、「小田幸平のはげch」の動画に出演し、小学生時代以降から高校時代、現役時代、逮捕以降の話題をメインにトークしている。

### タレント・評論家活動再開
2020年6月15日、有罪判決を受けた覚醒剤取締法違反についての執行猶予が満了し、それに合わせて著作を出版。
同月22日、『プロ野球ニュース 2020』に片岡と野村弘樹との共演の形で、執行猶予明け後初のテレビ出演を果たし、以後タレントの石橋貴明の地上波テレビ番組と石橋のYouTubeチャンネルの動画への出演以降、佐々木とニッポン放送へのラジオ番組出演や、野球教室等活動の幅を広くしていった。
同年12月12日、ライオンズ入団発表会見と同じ日付にマッコイ斎藤の協力の元、自身のYouTubeチャンネル開設したことを同じく開設した自身のTwitterアカウントで発表した。今後は少年野球指導の際に、自身の打撃を見せながら指導できることを目標に置いており、自身のYouTubeチャンネルにて2012年の年末特番である『大晦日スポーツ祭り! KYOKUGEN2012～史上最大の限界バトル～』（TBSテレビ）にて桑田と対決以来、8年ぶりに打撃を披露したが、球速100kmの投球すら打ち返せない状態であることと、体重も現役時代のベストであった108kgから110kgの間から30kg増加した状態であることを明かした動画を配信。
その後、同年12月からジャイアンツ時代にトレーニングを行っていたトータル・ワークアウト六本木店でジャンアンツ時代から付き合いのあるパーソナルトレーナーによる減量に向けた食事指導と打撃練習を、並行して同じ六本木に所在する別のパーソナルトレーニングジムで減量の筋力トレーニングを開始。YouTubeチャンネルで行ってるプロ野球評論や現役時代に対戦及び同チームで一緒に戦ったプロ野球OBへのインタビューを含めて動画配信している。しかし、前述のトレーニング模様を自身のYouTubeチャンネルで公開しているが、自身のTwitterアカウントのツイートにて既往症と覚醒剤中毒依存症のフラッシュバックに苦しめられていることを吐露している。
2020年12月と2021年1月には、オンラインで行われた学生野球資格回復制度を受講し、2021年2月5日に資格を回復した。同資格の回復は、高校生、大学生への指導が可能になるものだが、日本学生野球協会の指導者に関するガイドラインには、執行猶予の期間経過後5年を経過していない者を「適任者に該当しない者」とする規定があるため、実際に指導が可能になるのは2025年6月以降と見込まれる。
また、母の三回忌を迎えたことを契機に、覚醒剤取締法違反の刑事裁判時の情状証人だった佐々木と公判前に約束していた、引退後に右脚と左胸に彫った刺青の除去施術を受け始めたことを明かした。なお、刺青は巨人時代に入れようと思っていたが、「告白」などいくつかの自身の著書によると、母親に反対されたためその時は入れなかったことを明かしている。
YouTuberとしての活動を契機に2021年4月から実質的にタレント活動を再開し、テレビ番組出演やCM出演も行うようになった。同年7月10日開催されたの阪神タイガース×読売ジャイアンツ戦の中継権を持っている関西テレビ放送の『プロ野球中継 2021』にて、同局専属の解説者であり、PL学園の後輩でもある片岡と共にテレビ中継では2009年 日本シリーズ第2戦以来12年ぶり放送局制作の野球中継では約10年ぶりにプロ野球解説者として出演することが同局のWebサイトで公開された。試合当日、清原が番組放送開始前に甲子園球場の放送ブースに入場した際は、バックネット裏の観客からの声援が響き、試合終了直後、当該試合に勝利した読売ジャイアンツの首脳陣が選手をお出迎えした直後、清原のジャイアンツ時代の後輩である一軍ヘッドコーチの元木大介が放送ブースの清原のことを指で指し示したこともあり、監督の原と清原がジャイアンツ移籍1年目に共に戦った先輩である、一軍投手チーフコーチの宮本和知の3人が清原に向けて手を振って挨拶する粋な演出がされ、番組放送後も放送ブースの構造上バックネット裏のタイガースファンに密々な状態で囲まれ、歓声とスマートフォンで撮影するシャッターに包まれており、清原もファンの声援に手を振って応えていた。甲子園球場を後にした清原は、自身のTwitterアカウントでツイートを行い「この日が来るまでずっと緊張していた。夢のような時間だった」と吐露した。
また、2020年年末に開始した、自身のYouTubeチャンネルにおいて、プロ野球選手OBが発信しているYouTubeチャンネルにおいて、同年7月迄チャンネル登録者数トップだった里崎智也（元千葉ロッテ）の「Satozaki Channel」を抜いて登録者No.1を記録した。
2022年2月22日、PL学園の後輩である立浪が監督を務める中日ドラゴンズの一軍キャンプを訪問。石川昂弥や鵜飼航丞を指導した。翌日には二軍の読谷キャンプも訪問し、二軍監督の片岡を激励した。薬物事件以後、球場への出入りはどの球団からも禁止されていたといい、キャンプ訪問は8年ぶりとなった。
2022年2月23日、キャンプ訪問のため友人の運転する車で那覇市内を移動していた際に、乗用車とバイクの衝突事故を目撃。友人と共にバイクの運転手の男性を安全な場所まで避難させた他、バイクの破片をどかすなど安全確保を行った。
8月、次男・清原勝児が慶應義塾高等学校で甲子園に代打で出場し、同校は優勝を果たし、史上初の親子制覇となった。

## 選手としての特徴

### 打撃
中堅から右方向へ打つのが上手い。当初は内角のボールを苦手としていたが、フォームをコンパクトにしたことで内角のボールにも無理なく対応できるようになった。左スタンドに257本、中スタンドに112本、右スタンドに156本と通算500本塁打以上を記録している打者の中で3方向へ100本以上は歴代で清原のみであり、3打席連続本塁打を記録した2001年6月9日の阪神戦では右→中→左の順で打ち分けた。右翼方向にも打球が良く伸び、2001年9月8日のヤクルト戦では東京ドームの右中間にある看板に流し打ちで当てている。
勝利打点王や最高出塁率の獲得経験はあるが、打者の三冠タイトルである首位打者、本塁打王、打点王の獲得経験は無い。通算525本塁打は本塁打王を獲得していない選手の中では史上最多である。チーム打撃に徹する選手であり、西武時代の監督である森祇晶は清原について「『無冠の帝王』なんて言われたりしたが、西武で一緒に野球をやっていた時、何年間も連続して優勝したチームの4番を務めてくれた。相当な重圧だったはず。これこそ、彼しか持っていない立派な『タイトル』だと僕は思いますね。彼ほどチームの勝利に喜びを感じていた選手はいなかったんじゃないかな。打点や本塁打などタイトルを取れそうな時もあったが、自分の記録よりチームの勝利に貪欲だった。本塁打より犠飛が欲しい場面というものがある。そんなベンチの期待に応えようとする選手だった」と語っており、PL学園時代の監督である中村順司も「巨人時代に長嶋監督が『清原ほどチーム打撃に徹する選手はいない』と話しておられた。高校時代も自分本位にやるなら、もっと本塁打数は多かった。チームのために頑張ってきた結果」と振り返っている。
清原の実力には賛否両論があり、清原が師と仰ぐ落合博満は清原の全盛期は高校からプロ入り1年目位までだったと酷評する一方、清原が現役引退をした後でも素質を認めている人間もおり、野村克也は「『右の清原、左の王』になれた程の逸材。清原がタイトルを獲得出来なかった理由として森が清原を甘やかしたことが原因」としている。掛布雅之も大型新人といわれていた佐藤輝明のことを「清原や松井秀喜と似たものがある」と評しており、間接的ながらも引き合いに出されることがあるほどに認められていた。また、落合も先述の手厳しい発言をした上で「だからこそ高校時代のままでやったら清原は成功した。そもそも俺より後の三冠王は清原しか考えられなかった。」とも述べていた。
現役中10度のリーグ優勝、8度の日本シリーズ優勝を経験しているが、シーズンMVPおよび日本シリーズMVPの獲得経験は無い。シーズンMVP選手を選出する際の得票数では2位に3回つけている（1986年、1位は石毛宏典、1990年、同・野茂英雄、1992年、同・石井丈裕）。日本シリーズについては、優秀選手賞を3回、敢闘賞を2回獲得している。
2000本安打、500本塁打、1500打点を達成した打者は日本プロ野球史上清原を含めても6人しかおらず（他は王貞治、野村克也、門田博光、張本勲、落合博満）、通算本塁打数は歴代5位、通算打点数は歴代6位に位置している。しかしながら清原はこの6人の中で唯一、打者の三冠タイトル（首位打者、本塁打王、打点王）の獲得経験が一度も無い（3割を2回しか経験しておらず、6人の中で通算打率が最も低い）。また、オールスター戦に強く、オールスター戦通算打率1位（100打数以上対象）・通算本塁打2位・通算打点1位・通算塁打1位・通算得点1位という記録を残している。オールスターMVP受賞最多記録（7回）も保持しており、現役時代は「お祭り男」の異名を取った。
故障離脱があった年も多かった中、1986年にプロデビューしてから2006年まで2桁本塁打を記録した長打力に加え、シーズン100四球を2度、最多四球を4度記録するなど選球眼が良かった。通算1346四球は王と落合と金本に次いで歴代4位（2019年度シーズン終了時点）の記録で、通算打率.272に対して通算出塁率は.389、OPS.909を記録。また、サヨナラや満塁の場面に非常に強く、通算サヨナラ本塁打12本・通算サヨナラ安打20本・通算サヨナラ満塁本塁打2本（青田昇、広野功、立浪和義、井口資仁と並ぶタイ）の日本プロ野球最多記録を保持している。通算196死球は日本プロ野球最多記録、通算1955三振は中村剛也に次ぐ2位。死球の多さについて「避けるのが下手」という批判もあったが、本人は引退後（2021年）に「投手に対して、三振がイヤでセカンドゴロ打つようなことしたくないんですよ。実際、僕、三振日本一（1955三振）ですから。死球も多かったですし。よく言われるんですよ、避け方がヘタクソだったとか…。避けなかっただけなんですよ」「僕に当てたりすると、その後のバッターがものすごい打つんですよ」とあえて避けなかったと主張した。その他にも、2020年にデイリースポーツの評論家である内田順三が書いた記事によると清原は「松井、由伸に当てさせるわけにはいかないでしょう。あのふたりを死球のターゲットにはさせません。自分が盾になりますよ」と話していたことがあり、一度死球を当てると2度目は当てにくいので、仲間に対する厳しい内角攻めを少しでも減らそうという考えだった評されている。
西武入団時、自分に合うサイズのヘルメットがなく困っていたところ、1980年に同球団で引退した野村克也のヘルメットを発見し、これがピッタリ合ったため着用。その後、引退まで23年間チームが変わる度に色を塗り直しながらこのヘルメットを使い続けた。巨人在籍時の2005年5月10日には、オリックスの山口和男から危険球を受け、ヘルメットの巨人の塗装（黒）が飛び散り、西武の水色が一部露わになった。
1999年オフに肉体改造を行ったが、これはその前年に日米野球で来日したサミー・ソーサと食事した際、彼の体を見て衝撃を受け、清原自身も周りに認めてもらえるようパワーアップするという思いから実践に至った。また、グリーニーもこの頃から服用していた。なお、この改造は筋力アップを主体としていたため走り込みはやらないことが多く、これが下半身のアクシデントに繋がったとも語っている。
また、筋力アップを主眼に置いたトレーニングであるのは既出の通りだが、医師であり、清原のファンである斎藤真嗣は著書で「清原は140kgのベンチプレスを持ち上げたが、あの体格ならば、最低でも160kgは持ち上げないと及第点とは言えない」と語っており、第一の目的である筋力の向上さえもトレーニング理論にかなっておらず、失敗していたことが示唆されている。
一方では「自分はヒットの延長がホームランであり最初からホームラン狙いで打席に入ったことはない」とも述べている。

### 守備・走塁
キャリア初期から中期にかけての西武時代は打撃だけではなく守備や走塁にも定評があり、初年度の1986年夏までに正一塁手として定着。西武時代にゴールデングラブ賞を5度受賞している。ルーキー時代の清原は当初片平晋作と併用の一塁手であったが、片平より守備が安定していたためレギュラー起用に繋がった。
また、1990年のペナントレースでは森博幸、日本シリーズなどでは指名打者制度がない試合でデストラーデらが一塁を担当し、清原が三塁、正三塁手の石毛宏典が遊撃を守ることが数度あったが、三塁もそつなくこなす守備力を持っていた。その守備力は巨人移籍後も評価されていたため、1999年には11試合で三塁手の守備に就いている。
伊原春樹は「やっぱり動かないのよ。打つ方をしっかりやるんだけどね。ノックをやっていても今日は気合が入ってないなと思ったから強い打球をバチーンと飛ばしたらミットからボールを落としてそのボールを踏んで情けねぇって。」と述べている。
走塁面ではシーズン2桁盗塁を2度（1987年、1990年）記録したことがあり、盗塁王になれた可能性を期待されたこともある。

### その他
死球をくらい痛がる選手を見ても「実際は大丈夫でしょう」と断言することもある。

## 人物
清原の人物像について、西武時代の関係者からは、「実に純枠な男である」（森祇晶）、「素顔は少々シャイな感じで、それでいてよく気がつく、気持ちのとても優しい男」（渡辺久信）などという声がある。
大久保博元は自身のYouTubeチャンネルで「目上に対して礼儀正しい男」と評価しているが、門限破りなどで罰金が嵩んでしまい200万円となるほどだった。東尾修が助け舟を出して球団に清原の罰金を分割にするよう交渉した逸話を明かしている。
ただし、罰金として徴収されていた額は巨人に移籍するときに全額を返してくれたという。いしいひさいちの野球マンガには20代前半のころ描かれることが多かったが、短躯でシュールな言動の桑田との凹凸コンビで振り回される、一本気な大男キャラクターとなっており、このころのマスコミイメージを反映している。
愛甲猛は「西武時代は頼るものが無かった」「秋山は真逆のバッティングで清原の参考にならなかった」と、清原の西武時代の苦悩の背景について語っている。
しかし、巨人へ移籍した頃から日焼、短髪、ピアスなどファッション傾向に変化が出始め「番長」のニックネームが定着するようになった。
こうした人物像の変遷の果ての先述の有罪判決（2016年）を受けて、西武入団直後の森監督ら西武側の指導者の人間教育などに、その原因を求める声もある（広岡達朗、野村克也）。また「タイトルを獲りたい」「周りに認められたい」という思いが人一倍強かったゆえ、その呪縛に陥ったという分析もある。
野球選手時代に稼いだ金を使い切ってしまったと後の2020年7月にYouTubeに出演した時に告白している。
酒を嗜んでいたが2021年に断酒している。
引退後に持病となった糖尿病は逮捕時点には重度の段階まで進行し、一部報道では血糖値が900に達していたことが伝えられた。
来歴で前述したように巨人時代には松井を敬遠し清原勝負を選ぶチームも多かったが、そのことについて引退後に「ジャイアンツに入って調子悪くなって、そのときは3番が松井（秀喜）だったでしょ？ 松井敬遠、俺勝負っていうのが多かったのよ。今は申告敬遠だけど、昔はちゃんと4球投げたやんか？キャッチャーが立った瞬間に球場がざわつくわけよ。ウワー！ みたいな。2球目、2ボールになって、それで3ボールになって松井がバットを静かに置いて、俺が（バッターボックスに）……。最初は腹が立ってしょうがないで、そんな」「それを克服するにはちょっと時間がかかったね」「あ、10年後ここで俺が三振したこと、誰も覚えてへんやろな。思い切ってホームラン狙うしかないやろ」「それからボコボコ打点をあげるようになった」と述べている。

### ニックネーム
- お祭り男（高校時代は甲子園、プロではオールスター・ゲームや日本シリーズなどの大舞台で活躍し、さらに通算サヨナラ本塁打と通算サヨナラ安打も歴代1位であることなどから付けられた）
- キヨマー（西武入団当時に活躍していた阪急の強打者ブーマー・ウェルズに対抗できる位の活躍を期待されたため）
- 番長、または球界の番長
- だんじりファイター（岸和田十月祭礼の1つである八木だんじり祭より命名。日本テレビがよく使用した）
- キヨさん[243]

### 交友関係
長渕剛との関係は、怪我などで苦しみ不調に陥っていた1999年から始まる。その後彼の曲「とんぼ」を入場テーマ曲として使用。清原が引退を最初に伝えたのも長渕であった。当時はお互いを「和博」「剛さん」と呼び合う仲であった。先述の薬物事件報道が原因で音信不通になったことが示唆され、2015年8月に『ダウンタウンなう』に出演した際、松本人志から当時ネットで浮上した「長渕と清原が居酒屋で殴り合いの喧嘩に発展した」という都市伝説を問われて否定したものの、疎遠になったことは婉曲に認めていた。2015年10月に取材を受けた際に長渕との交友が途絶えていることを告白していたと、逮捕後の2016年2月に報じられた。
河口正史、三浦知良、小川直也と親交がある。また、西武時代にはF1日本グランプリ観戦のため鈴鹿サーキットを訪れ、中嶋悟・一貴親子を西武球場に招待している。
元妻の亜希との間に2人の息子がいて、苗字については、引き続き元妻の旧姓の「木村」ではなく「清原」を名乗っている。離婚後も息子たちのことは気にかけており「野球選手になってほしい」と語ったこともある。長男・清原正吾は、中高の間は野球から離れながらも、2021年から慶應義塾大学の野球部に入部し、「おやじのような選手になりたいです」と語っている。長男が東京六大学野球春季フレッシュトーナメントでベンチ入りした際には、清原もスタンドに駆け付けた。同年6月に第14回ベスト・ファーザー賞 in 関西のスポーツ部門特別賞を受賞し、元妻の亜希にも連絡を取ったところ、喜ばれたという。2024年のドラフトで長男はプロ志望届を提出したが、指名漏れになった。その後、社会人チームや独立リーグから声はかかっていたが断り（競技者としての）野球は大学で終えることも発表された。2025年の4月には卒業はしておらず就職のために留年したことも明かされた。次男・清原勝児は慶應義塾高等学校でプレーし、2年生時の2023年8月の第105回全国高等学校野球選手権大会でベンチ入りしている。次男が甲子園優勝を果たした結果、史上初の親子Vが達成された。なお、次男の今大会の成績は神奈川大会でスタメン１試合を含む大会通算４試合出場で3打数無安打3四球、甲子園では3試合で途中出場したが、3打数無安打で1四球だった。2025年からは慶應大学に内部進学して野球部に在籍している。
巨人のスーパースターとして同じく名を馳せていた松井秀喜とは、お互いの実力を認め合ってはいたが、性格の不一致からあまり仲は良くなかったとされる。しかし、松井がメジャーリーグベースボールに挑戦する際には「俺はお前を誇りに思う。いつまでも応援しているぞ!」と激励のFAXを送っている。
大久保博元の経営する居酒屋には何度か訪れるなど引退後でも付き合いがあり、大久保は有罪後に執行猶予が付いて放免された清原の近況を語ったことがある。後に大久保のYouTubeのチャンネルに出演したことがある。なお、大久保がプロ2年目の時に新人として入ってきたのが清原であり、当時の西武の慣わしとしては2年目の選手が新人の選手を教育することをしていたため、大久保は清原の教育係だった。
佐々木主浩とも現役時代から付き合いがある。佐々木は前述の通り清原の裁判に証人として出廷したことがあり、清原の有罪後の生活を語ったことがある。
一方で、巨人時代の選手とは実生活では食事や飲みには出かけたりはしなかった。本人曰く、巨人時代は「生え抜きと外様の選手の間で断絶があった」といい、マスコミからは「清原軍団」などと書き立てられたもののプライベートでは、ほとんど関わりがなかった。巨人時代の後輩と飲みに行ったのは「二岡智宏と元木大介の退団時」など数える程度しかないという。

## 詳細情報

### 年度別打撃成績
| 年 度      | 球 団      | 試 合 | 打 席 | 打 数 | 得 点 | 安 打 | 二 塁 打 | 三 塁 打 | 本 塁 打 | 塁 打 | 打 点 | 盗 塁 | 盗 塁 死 | 犠 打 | 犠 飛 | 四 球 | 敬 遠 | 死 球 | 三 振 | 併 殺 打 | 打 率 | 出 塁 率 | 長 打 率 | O P S |
| ---------- | ---------- | ----- | ----- | ----- | ----- | ----- | -------- | -------- | -------- | ----- | ----- | ----- | -------- | ----- | ----- | ----- | ----- | ----- | ----- | -------- | ----- | -------- | -------- | ----- |
| 1986       | 西武       | 126   | 471   | 404   | 66    | 123   | 18       | 1        | 31       | 236   | 78    | 6     | 3        | 4     | 3     | 49    | 2     | 11    | 109   | 8        | .304  | .392     | .584     | .976  |
| 1987       | 西武       | 130   | 536   | 444   | 66    | 115   | 25       | 3        | 29       | 233   | 83    | 11    | 4        | 0     | 2     | 80    | 6     | 10    | 88    | 10       | .259  | .382     | .525     | .907  |
| 1988       | 西武       | 130   | 551   | 451   | 97    | 129   | 21       | 0        | 31       | 243   | 77    | 5     | 4        | 0     | 3     | 82    | 7     | 15    | 102   | 10       | .286  | .410     | .539     | .949  |
| 1989       | 西武       | 128   | 557   | 445   | 92    | 126   | 22       | 2        | 35       | 257   | 92    | 7     | 2        | 0     | 2     | 94    | 5     | 16    | 60    | 13       | .283  | .424     | .578     | 1.001 |
| 1990       | 西武       | 129   | 560   | 436   | 99    | 134   | 19       | 2        | 37       | 268   | 94    | 11    | 5        | 0     | 4     | 105   | 6     | 15    | 85    | 7        | .307  | .454     | .615     | 1.068 |
| 1991       | 西武       | 126   | 539   | 448   | 73    | 121   | 20       | 0        | 23       | 210   | 79    | 3     | 3        | 0     | 2     | 80    | 1     | 9     | 77    | 12       | .270  | .390     | .469     | .858  |
| 1992       | 西武       | 129   | 556   | 464   | 82    | 134   | 17       | 0        | 36       | 259   | 96    | 5     | 3        | 0     | 3     | 85    | 0     | 4     | 98    | 13       | .289  | .401     | .558     | .959  |
| 1993       | 西武       | 128   | 540   | 448   | 66    | 120   | 15       | 1        | 25       | 212   | 75    | 3     | 2        | 0     | 2     | 84    | 1     | 6     | 120   | 9        | .268  | .389     | .473     | .862  |
| 1994       | 西武       | 129   | 565   | 455   | 78    | 127   | 29       | 0        | 26       | 234   | 93    | 5     | 1        | 0     | 5     | 100   | 9     | 5     | 117   | 12       | .279  | .411     | .514     | .925  |
| 1995       | 西武       | 118   | 505   | 404   | 63    | 99    | 13       | 3        | 25       | 193   | 64    | 2     | 0        | 0     | 2     | 90    | 1     | 9     | 111   | 6        | .245  | .392     | .478     | .870  |
| 1996       | 西武       | 130   | 563   | 487   | 67    | 125   | 30       | 0        | 31       | 248   | 84    | 0     | 2        | 0     | 0     | 70    | 0     | 6     | 122   | 14       | .257  | .357     | .509     | .866  |
| 1997       | 巨人       | 130   | 550   | 462   | 65    | 115   | 24       | 0        | 32       | 235   | 95    | 0     | 0        | 0     | 7     | 69    | 3     | 12    | 152   | 7        | .249  | .356     | .509     | .865  |
| 1998       | 巨人       | 116   | 470   | 384   | 67    | 103   | 14       | 0        | 23       | 186   | 80    | 1     | 0        | 0     | 11    | 67    | 1     | 8     | 76    | 13       | .268  | .379     | .484     | .863  |
| 1999       | 巨人       | 86    | 323   | 263   | 39    | 62    | 12       | 0        | 13       | 113   | 46    | 0     | 0        | 0     | 4     | 46    | 0     | 10    | 68    | 12       | .236  | .365     | .430     | .795  |
| 2000       | 巨人       | 75    | 252   | 216   | 41    | 64    | 10       | 0        | 16       | 122   | 54    | 0     | 0        | 0     | 3     | 25    | 0     | 8     | 51    | 6        | .296  | .385     | .565     | .950  |
| 2001       | 巨人       | 134   | 552   | 467   | 67    | 139   | 29       | 0        | 29       | 255   | 121   | 0     | 1        | 1     | 4     | 65    | 2     | 14    | 140   | 20       | .298  | .396     | .546     | .942  |
| 2002       | 巨人       | 55    | 174   | 148   | 24    | 47    | 1        | 0        | 12       | 84    | 33    | 0     | 0        | 0     | 1     | 18    | 2     | 7     | 36    | 1        | .318  | .414     | .568     | .981  |
| 2003       | 巨人       | 114   | 403   | 341   | 47    | 99    | 9        | 0        | 26       | 186   | 68    | 0     | 0        | 0     | 4     | 42    | 0     | 16    | 97    | 9        | .290  | .390     | .545     | .935  |
| 2004       | 巨人       | 40    | 120   | 101   | 18    | 23    | 2        | 0        | 12       | 61    | 27    | 0     | 0        | 0     | 0     | 15    | 0     | 4     | 41    | 4        | .228  | .350     | .604     | .954  |
| 2005       | 巨人       | 96    | 375   | 321   | 42    | 68    | 6        | 0        | 22       | 140   | 52    | 0     | 1        | 0     | 3     | 41    | 0     | 10    | 111   | 6        | .212  | .317     | .436     | .753  |
| 2006       | オリックス | 67    | 241   | 203   | 21    | 45    | 7        | 0        | 11       | 85    | 36    | 0     | 0        | 0     | 1     | 36    | 1     | 1     | 83    | 6        | .222  | .340     | .419     | .759  |
| 2008       | オリックス | 22    | 25    | 22    | 0     | 4     | 2        | 0        | 0        | 6     | 3     | 0     | 0        | 0     | 0     | 3     | 0     | 0     | 11    | 0        | .182  | .280     | .273     | .553  |
| 通算：22年 | 通算：22年 | 2338  | 9428  | 7814  | 1280  | 2122  | 345      | 12       | 525      | 4066  | 1530  | 59    | 31       | 5     | 66    | 1346  | 47    | 196   | 1955  | 198      | .272  | .389     | .520     | .909  |

- 各年度の太字はリーグ最高、赤太字はNPBにおける歴代最高

### 年度別守備成績
一塁守備
| 年 度 | 球 団      | 一塁  | 一塁  | 一塁  | 一塁  | 一塁  | 一塁     |
| 年 度 | 球 団      | 試 合 | 刺 殺 | 補 殺 | 失 策 | 併 殺 | 守 備 率 |
| ----- | ---------- | ----- | ----- | ----- | ----- | ----- | -------- |
| 1986  | 西武       | 126   | 986   | 50    | 8     | 97    | .992     |
| 1987  | 西武       | 129   | 1204  | 92    | 8     | 87    | .994     |
| 1988  | 西武       | 125   | 1209  | 70    | 8     | 104   | .994     |
| 1989  | 西武       | 122   | 1162  | 78    | 5     | 93    | .996     |
| 1990  | 西武       | 119   | 979   | 79    | 2     | 79    | .998     |
| 1991  | 西武       | 121   | 1042  | 70    | 4     | 95    | .996     |
| 1992  | 西武       | 129   | 1053  | 70    | 2     | 92    | .998     |
| 1993  | 西武       | 128   | 1180  | 90    | 4     | 84    | .997     |
| 1994  | 西武       | 128   | 1125  | 85    | 4     | 89    | .997     |
| 1995  | 西武       | 50    | 414   | 32    | 1     | 35    | .998     |
| 1996  | 西武       | 130   | 1131  | 90    | 12    | 99    | .990     |
| 1997  | 巨人       | 130   | 1183  | 94    | 8     | 96    | .994     |
| 1998  | 巨人       | 110   | 872   | 77    | 6     | 83    | .994     |
| 1999  | 巨人       | 71    | 601   | 42    | 2     | 51    | .997     |
| 2000  | 巨人       | 59    | 451   | 42    | 2     | 29    | .996     |
| 2001  | 巨人       | 130   | 1018  | 73    | 5     | 67    | .995     |
| 2002  | 巨人       | 42    | 299   | 21    | 1     | 18    | .997     |
| 2003  | 巨人       | 104   | 715   | 33    | 6     | 46    | .992     |
| 2004  | 巨人       | 27    | 181   | 9     | 0     | 14    | 1.000    |
| 2005  | 巨人       | 91    | 721   | 32    | 4     | 57    | .995     |
| 2006  | オリックス | 6     | 47    | 1     | 0     | 6     | 1.000    |
| 通算  | 通算       | 2077  | 17573 | 1232  | 92    | 1421  | .995     |

- 太字年はゴールデングラブ賞の受賞

三塁守備
| 年 度 | 球 団 | 三塁  | 三塁  | 三塁  | 三塁  | 三塁  | 三塁     |
| 年 度 | 球 団 | 試 合 | 刺 殺 | 補 殺 | 失 策 | 併 殺 | 守 備 率 |
| ----- | ----- | ----- | ----- | ----- | ----- | ----- | -------- |
| 1987  | 西武  | 1     | 0     | 2     | 1     | 0     | .667     |
| 1989  | 西武  | 1     | 0     | 0     | 0     | 0     | .000     |
| 1990  | 西武  | 13    | 10    | 14    | 4     | 1     | .857     |
| 1991  | 西武  | 4     | 2     | 2     | 0     | 0     | 1.000    |
| 1999  | 巨人  | 11    | 2     | 11    | 1     | 0     | .929     |
| 通算  | 通算  | 30    | 14    | 29    | 6     | 1     | .878     |

### タイトル
- 最高出塁率：2回（1990年、1992年）
- 最多勝利打点：1回（1988年）

### 表彰
- 新人王（1986年）
- ベストナイン：3回（一塁手部門：1988年、1990年、1992年）
- ゴールデングラブ賞：5回（一塁手部門：1988年、1990年、1992年 - 1994年） ※一塁手部門を5度受賞はパ・リーグ最多タイ（他に小笠原道大）
- 月間MVP：5回（1986年9月 野手部門：1990年8月、1992年9月、1994年5月、2001年6月）
- オールスターゲームMVP：7回（1986年 第2戦、1987年 第3戦、1990年 第2戦、1993年 第1戦、1996年 第2戦、1997年 第2戦、2000年 第3戦） ※歴代1位
- 日本シリーズ優秀選手賞：3回（1986年、1988年、2002年）
- 日本シリーズ敢闘賞：2回（1993年、1994年）※2年連続は他に長池徳二のみ
- パ・リーグ特別表彰：2回（会長特別賞：1986年 功労賞：2008年）
- スカパー! ドラマティック・サヨナラ賞制定記念表彰（2009年）[注 26]
- ナンバーMVP賞：1回（1986年）

### 記録
- 初記録
  - 初出場：1986年4月5日、対南海ホークス2回戦（西武ライオンズ球場）、6回表に一塁手として出場
  - 初打席：同上、7回裏に藤本修二から四球
  - 初安打・初本塁打・初打点：同上、9回裏に藤本修二から左中間へソロ
  - 初先発出場：1986年4月8日、対日本ハムファイターズ1回戦（後楽園球場）、8番・一塁手として先発出場
  - 初盗塁：1986年5月15日、対南海ホークス8回戦（西武ライオンズ球場）、2回裏に二盗（投手：藤本修二、捕手：吉田博之）
- 節目の記録
  - 100本塁打：1989年6月4日、対福岡ダイエーホークス10回戦（西武ライオンズ球場）、5回裏に原田賢治から右越満塁本塁打 ※史上155人目
  - 150本塁打：1990年8月5日、対近鉄バファローズ18回戦（西武ライオンズ球場）、6回裏に野茂英雄から左越ソロ ※史上92人目
  - 200本塁打：1992年6月26日、対オリックス・ブルーウェーブ11回戦（西武ライオンズ球場）、1回裏に伊藤敦規から左越先制2ラン ※史上62人目
  - 1000試合出場：1993年9月9日、対オリックス・ブルーウェーブ20回戦（グリーンスタジアム神戸）、4番・一塁手として先発出場 ※史上313人目
  - 1000安打：1993年10月13日、対千葉ロッテマリーンズ25回戦（千葉マリンスタジアム）、1回表に伊良部秀輝から左前安打 ※史上172人目
  - 250本塁打：1994年5月4日、対日本ハムファイターズ5回戦（西武ライオンズ球場）、2回裏に白井康勝から左越ソロ ※史上33人目
  - 300本塁打：1996年4月10日、対日本ハムファイターズ2回戦（西武ライオンズ球場）、1回裏に西崎幸広から右越先制2ラン ※史上23人目
  - 1000三振：1996年5月18日、対近鉄バファローズ6回戦（藤井寺球場）、4回表に高村祐から ※史上23人目
  - 350本塁打：1997年8月21日、対阪神タイガース22回戦（東京ドーム）、3回裏に湯舟敏郎から中越3ラン ※史上17人目
  - 1500試合出場：1997年8月22日、対横浜ベイスターズ20回戦（横浜スタジアム）、4番・一塁手として先発出場 ※史上120人目
  - 1000打点：1997年9月27日、対中日ドラゴンズ25回戦（東京ドーム）、8回裏に中山裕章から左越決勝2ラン ※史上24人目
  - 1500安打：1998年5月23日、対広島東洋カープ5回戦（東京ドーム）、3回裏に紀藤真琴から左越3ラン ※史上75人目
  - 1000得点：1999年6月5日、対横浜ベイスターズ9回戦（横浜スタジアム）、3回表に村田真一の右犠飛で記録 ※史上29人目
  - 400本塁打：2000年7月11日、対広島東洋カープ15回戦（札幌市円山球場）、3回裏に山﨑健から左越ソロ ※史上13人目
  - 1500三振：2001年6月17日、対中日ドラゴンズ15回戦（ナゴヤドーム）、1回表に正津英志から ※史上4人目
  - 150死球：2001年5月25日、対阪神タイガース10回戦（阪神甲子園球場）、6回表に谷中真二から ※史上3人目
  - 300二塁打：2001年6月23日、対横浜ベイスターズ13回戦（東京ドーム）、4回裏にマーク・ホージマーから左越二塁打 ※史上38人目
  - 3500塁打：2001年9月27日、対広島東洋カープ28回戦（東京ドーム）、1回裏に酒井大輔から中前安打を放ち達成 ※史上20人目
  - 450本塁打：2002年7月3日、対中日ドラゴンズ13回戦（東京ドーム）、3回裏にメルビン・バンチから中越ソロ ※史上11人目
  - 2000試合出場：2003年4月11日、対阪神タイガース1回戦（東京ドーム）、4番・一塁手として先発出場 ※史上33人目
  - 2000安打：2004年6月4日、対ヤクルトスワローズ9回戦（明治神宮野球場）、1回表にジェイソン・ベバリンから中前安打 ※史上31人目
  - 500本塁打：2005年4月29日、対広島東洋カープ4回戦（広島市民球場）、8回表に広池浩司から中越ソロ ※史上8人目
  - 1500打点：2006年5月21日、対阪神タイガース2回戦（阪神甲子園球場）、5回表に平野佳寿の代打として出場、江草仁貴から中前2点適時打 ※史上8人目、打点王未獲得での達成は他に張本勲のみ
  - 4000塁打：2006年5月26日、対横浜ベイスターズ1回戦（大阪ドーム）、2回裏に三浦大輔から右越ソロを放ち達成 ※史上12人目
- オールスター戦
  - オールスターゲーム出場：18回（1986年、1987年、1988年、1989年、1990年、1991年、1992年、1993年、1994年、1995年、1996年、1997年、1998年、2000年、2001年、2002年、2005年、2006年） ※1999年も選出されるも出場辞退[269]
  - オールスター戦通算打率：.365（100打数以上では、歴代1位タイ）
  - オールスター戦通算本塁打：13本（歴代2位タイ）
  - オールスター戦通算打点：34（歴代1位）
  - オールスター戦通算得点：26（歴代1位タイ）
  - オールスター戦通算塁打：96（歴代1位）
- その他
  - 21年連続シーズン2桁本塁打（1986年 - 2006年 歴代1位タイ）※入団1年目からの記録としては、史上最多。
  - 13年連続シーズン20本塁打以上（1986年 - 1998年 歴代3位タイ）※入団1年目からの記録としては、歴代1位。
  - シーズン20本塁打以上：16回（1986年 - 1998年、2001年、2003年、2005年 歴代3位タイ）
  - 通算サヨナラ本塁打：12本（歴代1位）
  - 通算サヨナラ安打：20本（歴代1位）
  - 通算死球数：196死球（歴代1位）
  - 通算満塁本塁打：11本（歴代11位タイ）
  - 通算サヨナラ満塁本塁打：2本（歴代1位タイ）
  - 3イニング連続本塁打：2001年6月9日、対阪神タイガース13回戦（東京ドーム）、3回裏にバディ・カーライル、4回裏・5回裏に伊達昌司から ※史上7人目
  - リーグ最多四球：4回 ※福本豊に次ぐパ・リーグ2位タイ

### 背番号
- 3（1986年 - 1996年）
- 5（1997年 - 2008年）

## 野球以外での表彰
ファッション関連
- 日本ジュエリーベストドレッサー賞（男性部門：2006年）

その他
- 新語・流行語大賞 流行語部門金賞（1986年、「新人類」、工藤公康・渡辺久信と共同で受賞）
- 岸和田市市民栄誉賞（2004年）[270][271]
- 第14回ベスト・ファーザー賞 in 関西 スポーツ部門 特別賞（2021年）[272][273]

## 出演

### テレビ番組での記録
- スポーツマンNo.1決定戦（TBS）

第1回（1995年1月1日） - 総合7位
第3回（1997年1月2日） - 総合5位
第7回（2001年1月1日） - 総合12位、THE TUG-OF-WAR優勝、POWER FORCE優勝
この年のPOWER FORCEの準決勝では河口正史と1分半にも及ぶ死闘を演じ、番組史上の名勝負の一つとしてたびたび取り上げられる。

### 舞台
- ミックスモダン大作戦～結束～（なんばグランド花月、2006年3月10日） - 当時のオリックス・バファローズ主要選手が出演した吉本新喜劇の舞台。後の2006年6月21日に『NGKにバファローズがやって来た!』（日本コロムビア、YRBY-50047）としてDVD化。

### テレビCM
入団以来、所属球団の西武が副業禁止への一環として選手のCM出演を禁止していたが、フリーエージェント宣言による他球団流出対策と、選手の一般層への知名度向上のため、堤義明オーナー（当時）が方針を転換したことによりこの規則が廃止となったことから、清原が初めて全国CMに出演することが出来たのは、CM出演が解禁された入団8年目の1993年オフのことである。
- エースコック「スーパーカップ」 - 初のCM。
- 常盤薬品工業「ビタシーゴールド」 - 西武から巨人移籍後も出演。セールスコピーは「飲むところ敵なし」
- ナイキ
- サントリー「スーパーマグナムドライ」（2003年）
- PlayStation 2用ゲームソフト「GENJI」- 豪傑武蔵坊弁慶に扮した。
- ポッカコーヒー
- フィールズ パチンコ機・パチスロ機 - 架空の球団「フィールズ」の投手として登板。打者に本塁打を打たれて、悔しそうな顔を浮かべる。巨人からオリックス移籍後も出演。
- 日清食品「麺の達人」 - プロ野球引退後初のCM出演。CM内で現役時代の試合のプレーが流れる。
- サッポロビール「サッポロドラフトワン」（多部未華子、オードリーと共演）
- ベガスベガス - パチンコチェーンベガスベガス「番長祭」（2011年）
- スカパー! - 「スカパー!野球王道 全国」篇。桑田真澄との共演。（2012年 - 2013年）
- DMM.com証券 - ローラと共演。（2013年・2015年 - 2016年1月[275]）

### 関連映像作品
- 『清原和博 2000』（VHS、バップ、2000年11月）VPVH-69342
- 『清原和博/2001～巨砲復活』（VHS、バップ、2001年11月）VPVH-69382
- 『ホームランアーチスト清原和博500本塁打の軌跡』（DVD、日本テレビ・バップ、2005年6月）VPBH-12359
- 『清原和博怪物伝説：23年間の我が野球道』（DVD、フジテレビ映像企画部・ポニーキャニオン、2009年3月）PCBG-51241

## 書籍

### 著書
- 『男道』幻冬舎、2009年1月。 - 1967年の誕生から2008年の現役引退までの清原の自伝。2010年8月に幻冬舎文庫から文庫版（ISBN 9784344414457）が発売されている。
  - 第一章を中学まで過ごした生まれ故郷の「岸和田」、第二章を高校時代に過ごした「富田林」、第三章を西武時代の「所沢」、第四章を巨人時代の「東京」、第五章をオリックス時代の「大阪」と名付けている。
- 『反骨心』角川書店、2009年8月。ISBN 4047102075。 - 巨人時代の苦悩や、選手時代の終盤を中心に書いた自伝。
- 『清原和博：魂の言葉』ぴあ、2009年12月。ISBN 9784835617497。 - 引退までに数多く残した発言を掲載。
- 『清原和博：告白』文藝春秋、2018年7月27日。ISBN 9784163908762。 - 岸和田リトルリーグ時代から2018年5月頃までの様子を執筆した物。
- 『魂問答』鈴木泰堂共著、光文社、2019年12月。ISBN 9784334951313。
- 『薬物依存症』文藝春秋、2020年6月。ISBN 9784163912288。 - 覚醒剤取締法違反からの4年間の、薬物依存の怖さ、鬱病との戦い、家族の支えについて執筆した物。

### 関連書籍
- 『西武ライオンズ・清原和博 : オリジナル報道グラフ』桐野抄次郎著、ダックス、1986年。ISBN 4331450163。
- 『ヤングレオ清原和博』佐藤有著、日本文芸社、1986年10月。ISBN 4537020350。
- 『清原和博の真実 : 21世紀に王手をかけた男』永谷脩著、徳間書店（Tokuma books）、1986年11月。ISBN 4195033586。
- 『ルーキー : もう一つの清原和博物語』山際淳司著、毎日新聞社、1987年4月。ISBN 4620305618。
- 『清原和博vs桑田真澄 : スーパーグラフ』Sports Graphic Number編、文藝春秋（文春文庫）、1987年5月。ISBN 4168108058。
- 『野球少年キヨマー : 清原和博』戸部良也著・上総潮絵、講談社、1988年5月。ISBN 4062036681。
- 『清原和博打倒「巨人軍」宣言!!』清原番記者グループ著、リム出版（Lucky books）、1989年9月。ISBN 4871200744。
- 『清原和博の「まっすぐでこい!」』永谷脩著、ネスコ（NESCO books）、1990年4月。ISBN 4890360727。
- 『ミスターを超える男 : 清原和博の1826日』永谷脩著、広済堂出版、1991年7月。ISBN 4331503348。
- 『桑田よ清原よ生きる勇気をありがとう』清水哲著、ごま書房、1994年12月。/増補版、1997年9月。ISBN 4341080466。/ISBN 4341190164。
- 『鎧袖一触・清原和博 : 私と清原の11年間』平吉一弥著、（ラインブックス）、1997年4月。ISBN 4847012747。
- 『夢一途 : 清原和博11年目の選択』永谷脩著、未来出版、1997年4月。ISBN 4943901271。
- 『男、清原どこへ行く : 不良番長の野球バカ一代』中田潤著、飛鳥新社、2001年10月。ISBN 4870314770。
  - 『清原和博野球バカ一代』増訂版、ゴマブックス（ゴマ文庫）、2009年1月。ISBN 9784777150915。
- 『おう、ワイや!番長日記 : 清原和博 : 1997|05→2003|05 : Friday名物企画』舩川輝樹著、講談社、2003年5月。ISBN 4063528014。
- 『キヨのほろりええ話』古矢徹といかしたナイン編著、宝島社、2005年2月／改訂版、（宝島sugoi文庫）、2008年12月。ISBN 4796644555。/ISBN 9784796668071。
- 『清原和博 : 夢をつらぬく情熱のバッター』平井勉著、旺文社（素顔の勇者たち）、2005年4月。ISBN 4010725559。
- 『清原和博番長伝説 : 1985～2008 : 『Friday』が追い続けた24年間』フライデー編集部編、講談社、2008年11月。ISBN 9784062151375。
- 『清原和博 : 1983-2009 : 完全復刻版』文藝春秋（Sports Graphic Number plus）、2009年9月。ISBN 9784160081567。
- 『完本清原和博』Sports Graphic Number編、文藝春秋（文春文庫）、2010年8月。ISBN 9784167217860。
- 『だんじり』清原和博監修・工藤晋脚本・コウノコウジ画、集英社（ヤングジャンプコミックスBJ）、第一巻、2011年8月19日。ISBN 9784088791937。／第二巻、2012年2月17日。ISBN 9784088792750。
  - ※清原自身に関する作品ではなく、清原がモデルの野球監督が甲子園を目指すオリジナル作品である。
- 『清原和博への告白 甲子園13本塁打の真実』鈴木忠平著、文藝春秋（Sports Graphic Number Books）、2016年12月。ISBN 9784163905785